# Lofotenfiskeriets historie
68°00′N 14°24′Ø / 68.000°N 14.400°Ø
Lofotenfiskeriets historie begynder omkring år 1000. Fiskeriet i Lofoten er et kommercielt sæsonfiskeri, som op til moderne tid har spillet en vigtig rolle for norsk økonomi, og har været Norges største eksporterhverv. Først blev fisken videreforædlet som tørfisk. Senere, i begyndelsen af 1700-tallet, blev tørring og saltning til klipfisk mere almindelig.
Lofotenfiskeriet foregår i vintermånederne fra januar til april. På denne årstid er vejret meget skiftende, og fiskerne har derfor altid været udsatte for forlis og ulykker. Efter 2. verdenskrig blev filetfabrikker med eksportprodukter som fersk fisk og frossen fisk oprettet, men også i nyere tid forædles store mængder af fangsten til tørfisk og klipfisk.
Man kender ikke til nøjagtig til hvornår og hvordan eksporten af tørfisk fra Lofoten til England og resten af Nordeuropa startede. Man regner med, at denne eksport var kommet godt i gang i 1000-tallet. En vigtig årsag til, at der på denne tid opstod et marked for tørfisk menes at være opblomstringen af flere store byer med en befolkning med specialiserede næringsveje, som ikke selv drev jordbrug. Med indførelsen af kristendommen kom også strenge krav til faste. Kød kunne ikke spises i fasten, men fisk var tilladt. Historikere mener, at tørfisk var et kostbart produkt, som kun de mest velhavende havde råd til. I bytte mod tørfisk blev der importeret korn og andre produkter, som var vanskelige at fremskaffe i tilstrækkeligt store kvanta i Norge. Endvidere blev mange varer, som ikke fandtes i landet, også indført. Kornimporten blev vigtig for muligheden for udbredelse af norsk bosættelse i ydre kyststrøg i 1500-tallet. Helt frem til denne tid var almuen i Nordnorge fiskerbønder, men fra nu af blev en del af befolkningen helårsfiskere, som var bofaste i fiskevær. De, som organiserede udenrigshandelen med tørfisk, var den nordtyske handelsorganisation Hansaforbundet med kontor i Bergen.
I løbet af 1600-tallet var der en stærk nedgang i lofotenfiskeriet. Blandt andet virkede klimaændringer, hungersnød og krig i Europa og endog verdensomspændende økonomiske nedgangstider ind. Det er muligt, at klimaændringer både påvirkede hvor fisken valgte at gyde, og at fiskerne blev forhindrede i at komme ud på havet på grund af uvejr. I løbet af 1700-tallet kom der nye opgangstider. Da blev det også indført nye fiskeredskaber som fiskeline og fiskegarn. Dette var mere effektive redskaber end håndsnøre (juksa). Stadige forbedringer i løbet af 1800-tallet forbedrede fangsterne, men også flere fiskere deltog. Dermed blev reguleringer og kontroller fra myndighedernes side nødvendige for at undgå konflikter. Til trods for forsøg på at indføre mere industrielle fiskemetoder og større både har lofotenfiskeriet hele tiden stort set været drevet med mindre både. Det vil fra 1900-tallet og op til nyere tid sige sjarker og skøjter med beskedne mandskaber.

## Naturgrundlaget for lofotenfiskeriet
Skreiinnsiget til Lofoten regner man med fandt sted før der kom mennesker til området. Farvandene omkring Lofotenøerne er afgrænsede, delvis omkranset af store øer og holme som giver en vis beskyttelse mod vejr og vind. Temperatur og saltindhold i havet afgør skreiens gydesteder lokalt. Nogen år vil derfor det meste af gydningen ske i vest, omkring Værøy og Røst, andre år længere mod øst, omkring for eksempel Hølla uden for Svolvær. Gydningen i Lofoten sker for en stor del syd for Lofotenøerne, altså i Vestfjorden.
På grund af at en del af skreien kommer ret nær land, og at området er delvis beskyttet, antager man, at selv spinkle fartøjer kunne deltage i fiskeriet, da menneskene gjorde sig gældende. Den oprindelige konserveringsmetode har været tørring.
Det, at skreien kommer til Lofoten om vinteren, gør, at forholdene for at tørre fisken på hjell (stilladser, almindeligvis af træ, for udendørs tørring af usaltet fisk) er optimale. Temperaturen er da lav nok til, at fisken ikke rådner eller at fluer lægger æg, men også høj nok til, at fisken ikke fryser således, at fiskekødet ødelægges. Megen vind sørger også for god tørring. Fisken kan ikke hænges hvis det er for varmt, da kan den yderste del af fiskekødet tørrer så hurtigt, at væske i fisken lukkes inde. Man siger, at fisken bliver sur og rådner.

## Storhedstid i middelalderen

### Høvdingene organiserede skreifiskeri i jernalderen
Ud fra arkæologiske fund er det fastslået, at fiske og fangst har foregået langs norskekysten så længe, mennesker har haft ophold her. I begyndelsen drejede det sig om jagt-, fangst- og samlersamfund. Ved den neolitiske revolution skete der en overgang til jordbrug, hvor dyrkning og husdyrhold fik en central plads. Et samfund med ejendomsrettigheder og magtinstitutioner voksede langsomt frem. Denne udvikling skete først omkring Kristi fødsel i Norge. Da blev der etableret bosætning med gårdbrug i hele landet. Langs kysten drev befolkningen kombinationsdrift med fiskeri og fangst på havet og husdyrhold, korn- og foderdyrkning på land. Nogen historikere mener, at dette var de første fiskerbønder, mens andre tror, at denne organisering først kom senere. Et kendetegn ved dette var en kønsdelt arbejdsdeling, hvor mændene drev fiskeri og fangst, mens kvinderne havde ansvar for dyr, stalde, husholdning og børn.
Uden for Nordland kunne skreifiskeriet i tidlige tider være drevet på Trænabanken, i Vesterålen og uden for Senja, men størst må alligevel lofotenfiskeriet på Vestfjorden have været. Fiskeressourcerne i Vestfjorden har været udnyttede af befolkningen i nærområderne Lofoten, Vesterålen og Salten siden jernalderen. Menneskene her tørrede fiskene for at samle sig et forråd, som de kunne bruge af gennem hele året. Ved Borg på Vestvågøy er der specielt mange bevarede husfundamenter og naust fra jernalderen, og derfor regner man med, at høvdingen, som holdt til her, organiserede fiskeri i jernalderen. Selv om skreifiskeriet har været et vigtigt fundament, var også forholdene for husdyrhold og agerdrift gode. Befolkningen i Lofoten og Vesterålen var stor gennem hele vikingtiden, og op til middelalderen.
Egils saga omtaler Torolv Kveldulvsson, som i år 875 sendte folk til Vágar for at fiske skrei. Denne blev så eksporteret som tørfisk til England for varebytte. Sagaen fortæller: "Hann Hafði þá menn i skreiðfiski i Vágum, en suma i sildfiski". Det, Egils saga fortæller om, er egentlig ikke et økonomisk system med fiskebønder, men en organisering, hvor en høvding udstyrede og sendte sine mænd på fiskeri og fangst. Dette er kaldt for det redistributive system, hvor ikke blot frie mænd som arbejdsfolk, drenge og leilendinger (fæstebønder), men sandsynligvis også trælle blev sendt på fiskeri. Nogen historikere mener derfor, at fiskerbonden som gruppe blev etableret, da fiskeriet blev kommercialiseret i løbet af 1000-tallet. Senere i 1100-tallet forsvandt høvdingene helt ud af billedet, og fra da af var det kongen, som havde magten. Efterkommere til dem, som tidligere var medlemmer af høvdingens husholdninger, blev efter dette selvstændige småbønder og leilendinger. De, som boede nær Lofoten, drog på vinterfiskeri med både, udstyr, klæder og mad, som de selv skaffede sig på sine gårder.
De, som ikke boede lige ved fiskebankerne, måtte udruste sig med båd, redskaber og proviant for den tid, sæsonfiskerier som for eksempel lofotenfiskeriet varede. Denne type af fiskeri krævede sødygtige både og søvante mandskaber. Hver enkelt familie kunne næppe skaffe alt dette på egen hånd, men et bygdesamfund kunne derimod gennemføre dette i fællesskab. Historikeren Alf Kiil argumenterer for, at det derfor ikke nødvendigvis bare er stormænd fra ættegårder, som kunne drive sæsonfiskeri, men også folk fra almuen. Alligevel mener han, at det er sandsynligt, at stormændene fra kysten i Nordnorge udviklede skreifiskeriet, samt at dette skete før fisk blev en vigtig handelsvare. Noget, som underbygger dette, er størrelsen på flere af ættegårdene, som er udgravede. Med store husholdninger og mange folk i arbejde var sandsynligvis deltagelse i sæsonfiskeriet nødvendigt.

### Lofotenfiskeriet bliver en eksportøkonomi
Arkæologiske fund og skriftlige kilder kan tyde på, at fiskeri i større skala end blot til lokal anvendelse kan være forekommet før år 1000. Dette gælder husfundamenter efter store naust på Vestvågøy, som kunne rumme store både egnede for vinterfiskeri. Det er også fundet spor efter fiskevær, eller rorvær, fra jernalderen i Lofoten. Et rorvær er oprindelig et ubeboet sted, som bruges af tilrejsende fiskere i sæsonen. Fra andre arkæologiske fund har man spor efter handelsforbindelser mellem nutidens Nordland og Trøndelag. Denne forbindelse kan have været etableret allerede i 500-tallet. Trøndelag havde et vist overskud af korn i et normalår, således at det er sandsynligt, at tørfisk og fangstprodukter nordfra blev byttet mod korn.
Handel med tørfisk i jernalderen var af mindre skala end den, som skulle komme i middelalderen. Skibslastene var på denne tid mindre og varerne ombord var varierede. Varerne blev solgt i mange forskellige køpstæder rundt omkring i landet og i udlandet, og fra disse kunne varerne finde nye veje. Dermed er det vanskeligt for arkæologerne at finde beviser på dens udbredelse, ikke mindst fordi fisk rådner hurtigt.
Historikerne mener også, at tørfiskeksport næppe kunne have noget videre omfang i vikingetiden. Dette skyldtes blandt andet, at det i områderne omkring Nordsøen og Østersøen på denne tid allerede var et omfattende fiskeri. Arkæologiske fund tyder på, at folk spiste lokale fiskearter og kun undtagelsesvis fisk importeret langvejs fra. Selv om konservering i disse områder er mere omkostningsfyldt, så vil transporten helt fra Lofoten have været endnu dyrere. Imidlertid tror man, at vikingetiden var en etableringsperiode for tørfisken, altså at den blev gjort kendt i områderne uden for Skandinavien.
Norskekysten har nogen af de mest produktive fiskerier i verden. På den anden side er forholdene for jordbrug meget begrænsede, i større grad desto længere nord over man kommer. Længst i nord er forholdene blandt de mest marginale i verden. Dermed er forholdet mellem fiskeri og jordbrug på norskekysten meget uens. En stor omlægning er derfor sket, da fiskeriet gik over fra at dreje sig om at opretholde livet for husholdninger af forskellig størrelser til at blive en økonomi med omsætning af fisk på et marked.

### Fremvæksten af fiskebondesamfund
Fiskerbondens liv var organiseret rundt husholdningen. Efterkommerne efter mandskabet hos høvdingene etablerede sig i 1000- og 1100-tallet som småbønder og leilendinger langs kysten. I denne helt tidlige periode af det kommercielle fiskeri er det usikkert om lokale stormænd eller købmænd fra Trondheim og Bergen var udredere (gav kredit til udstyr og brug) og opkøbere af fisken. Det, som i hvert fald sker, er, at bøndernes egne husholdninger står for det, som skal til af mad, klæder og udstyr for lofotenfiskeriet. Dette sker først i nærområderne, dernæst breder denne ordning sig både syd- og nordover langs kysten ud fra Lofoten. En anden ændring er, at det er fiskeren selv, som sælger fisken og køber varer, dette i modsætning til tidligere tider, da høvdingene stod for selve handelen. Fiskerbonden blev både producent af tørfisk og første led i handelen.
Fiskerbøndernes liv var blandt andet karakteriseret ved, at mændene var borte i lange perioder, det være sig både lofotenfiskeri og for nogens vedkommende vårtorskefiske. Kun ved onnerne (de større sæsonbetingede arbejdsopgaver) arbejdede kvinder og mænd sammen. I realiteten var det kvinderne, som var bønder. Imidlertid var arbejdsintensiteten for gårdsdriften på det laveste om vinteren, dermed spillede det ikke så stor rolle, hvis mændene drog væk på denne tid. Et karakteristisk træk ved overgangen fra jernalderen til vikingtiden var, at mændene blev længere borte på sæsonfiskeri.
Ikke kun i Lofoten blomstrede der et kommercielt torskefiskeri op, også nord over helt til Vardø og så langt sydpå som til Møre-kysten kom dette sæsonfiskeri i gang på omtrent samme tid. Det var imidlertid yngre årsklasser af den norsk-arktiske torsk, som blev taget i Finnmark under vårtorskefiskeriet. Med det voksende omfang af eksport af tørfisk blev størstedelen af mændene i den nordlige halvdel af Norge involverede i disse fiskerier. Det kommercielle fiskeri gav dem mulighed for at forbedre deres livsgrundlag. Foruden korn for at supplere kosten fik de også muligheden for at købe nyttige varer, som kom i omløb i Nordeuropa. Arkæologiske fund viser, at kystbønderne, specielt i løbet af 1200-tallet, i betydelig grad fik tag i eksportvarer.

### Eksport af tørfisk
Lofotenfiskeriet er det ældste og største fiskeri i Norge, og repræsenterer også Norges første eksportvare af nogen større økonomisk- og volumenmæssig betydning. Denne eksportnæring blev sandsynligvis etableret i slutningen af vikingetiden i 1000-tallet, da der opstod et marked for tørfisk i Storbritannien og på kontinentet langs kysterne af Vesterhavet og Østersøen. Årsager til dette var stor befolkningsvækst og at flere store byer, som London, Antwerpen, Brügge og Gent, blev etablerede. Disse byer havde flere tusinder af indbyggere. Her skete der en arbejdsspecialisering således, at mange mennesker ikke producerede sin egen mad. Folk indenfor håndværk og handel, samt soldater, gejstlige og tjenestefolk måtte få sine madvarer udefra. Handelen fik også stort omfang i Nordeuropa med udveksling af færdigvarer fra vest i bytte mod råvarer fra øst. En anden faktor var, at kristendommen, som først kort forinden var blevet indført, havde strenge regler for hvad, som kunne spises og til hvilke tider. Specielt havde Gregor VII, som blev pave i 1073, indført mange nye fastedage. I fastetiderne var det ikke tilladt at spise kød, mens fisk var tilladt. Faste havde man for eksempel i tiden før påske og på fredage hele året igennem. Fastetiderne i middelalderens katolske kirke var langt mere omfattende end i senere tider, og perioderne med faste udgjorde tilsammen omkring en tredjedel af året. Tørfisk fra Norge gav dermed en løsning på den nye trosretnings krav.
Overgangen til det kommercielle lofotenfiskeri var næppe nogen stor og vanskelig omstilling for menneskene i Nordnorge. I flere hundrede år tidligere havde de drevet handel med udlandet, især med Storbritannien og nordvestlige dele af Europa. Denne handel havde drejet sig om salg af luksusvarer som pelse og skind, hvalben, olie og lignende. Med tørfiskehandelen skete der en overgang til massehandel. Fangst fra både havde også været almindelig tidligere, befolkningen var bådvante og kunne takle at være på havet ved vintertid. Juksa, som havde været i brug fra jernalderen, var heller ikke noget nyt. For søsamerne, som havde drevet omfattende fangst og fiskeri til havs, var antagelig overgangen til kommercielt fiskeri mindst. De var også vante til at sælge sådanne varer til stormænd fra indlandet og opkøbere fra udlandet.
De første skriftlige kilder, som giver indicier for hvornår, det kommercielle skreifiskeri i Lofoten tog til, findes i en lov fra begyndelsen af 1100-tallet, som brødrekongerne Sigurd Munn, Øystein Haraldsson og Inge Krokrygg stod bag. Denne lov handler om en skat under vågafiskeriet kaldet landvarde, som skal have eksisteret siden Svein Knutsson regeringstid i 1030-erne. Loven angiver et skel mellem fiskeri til brug i husholdningerne og for salg, idet kun den fisk, som sælges, skal beskattes. Videre gjaldt den samme regel for tiendeen, altså skatten til kirken, som også alene pålægges for fisk, som sælges.
Sommeren 2017 blev der foretaget DNA-analyser af rester af fiskeben i Hedeby i Sydslesvig, som bekræfter tidlig udførsel af tørfisk fra Lofoten. Man har konstateret, at fisken er fra tidsrummet fra år 800 til 1000.
Tørfisken var en kostbar madvare i de lande, hvor den blev benyttet. Den gav megen protein, hvilket antagelig var et kærkomment kosttilskud for dem, som havde råd. Den havde lang holdbarhed, på fire til fem år, og konserveringsmåden sørgede for, at alle næringsstoffer blev beholdt samtidig, som fiskens vægt blev reduceret til blot en fjerdedel. Konserveringsmidler som salt var ikke nødvendige, heller ikke emballering var der behov for.
Lofotenskreien blev del af en markedsøkonomi, hvor der i bytte mod fisk blev indført korn og mel. For kystbefolkningen var dette vigtigt, fordi det sikrede stabil tilførsel af basisvarer i kostholdet. Disse basisvarer havde det tidligere været vanskeligt at få i tilstrækkelige mængder og med stabil produktion. Arkæologen Reidar Bertelsen har imidlertid påpeget, at det næppe er muligt, at behov for kornvarer kan have været en årsag til, at det kommercielle lofotenfiskeri kom i gang. Befolkningen langs kysten måtte have tilpasset sig en økonomi og et kosthold over flere tusinde år med de madressourcer, som naturgrundlaget kunne give. Bertelsen mener, at det er vanskeligt at forestille sig, at denne befolkning pludselig skulle have fået trang til at spise kornprodukter.
Handelen og omsætningen af fisk skete oprindeligt i Lofoten. Her fremvoksede der en handelsplads for tørfisksalg. Sagaen fortæller om et sted med navn Vágar, og arkæologiske udgravninger omkring år 2000 har påvist, at der vest for Kabelvåg virkelig har ligget en liden middelalderby (kaupang). Dette var det første bylignende bebyggelse noget sted i verden nord for polarcirkelen. I 1200-tallet voksede denne op til at blive et helt lille bysamfund med købstadsprivilegier og centrale administrative funktioner for landsdelen. Tørfisk blev omsat på markedet her, ikke kun fra Lofoten, men fra hele Hålogaland og Finnmark.
Udtrykket "lofotfisket" (Lofotenfiskeriet) kom ikke i brug før i løbet af 1500-tallet. I de tidligste tider dominerede fiskeriet øst for Vestfjorden, i dag omtalt som østlofotenfiskeriet, men i tekster fra middelalderen omtalt med navne som "vågafiske", "vågaflåte" og andre navne. Dette har sandsynligvis sammenhæng med navnet "Vágar".

### Etablering af et handelsnetværk
I de tidligste perioder for lofotenfiskeriet var nordnorske stormænd opkøbere af fisk på markederne, som blev holdt på Vágar. Disse stormænd fragtede også tørfisken syd over til Bergen til i hvert fald et stykke ind i 1200-tallet. I tidligere tider havde disse været sysselsatte med salg og handel således, at det er muligt, at de rigeste bønder i nord fortsatte handelsaktiviteten med disse nye produkter. Disse farmenn havde fra tidligere også rejst til udlandet med sine kostbare varer og solgt dem direkte. Det vides tillige, at adelige og gejstlige ledere sydfra rejste til Vágar, blandt andet skal 4-5 ærkebiskopper have deltaget på markederne.
Fra 1000-tallet og senere voksede befolkningen i Norge. Det var begrænset med dyrkbart land, og behovet for korn voksede samtidig, som det varme klima i vikingetiden skiftede til et koldere i løbet af 1200-tallet. Faldende kornproduktion indenlandsk, og befolkningsvækst kan være blandt de faktorer, som førte til, at handelen med tørfisk og korn blev stadig vigtigere. Bosætningsstrukturen ser ikke ud til at have været blevet væsentligt ændret på grund af lofotenfiskeriet og tørfiskehandelen gennem middelalderen. Gårdene forblev væsentlige, men der voksede også fiskevær op fra Vesterålen og nord på langs kysten fra slutningen af middelalderen.
Historikere mener også, at købmænd i Bergen og Trondheim tidligt engagerede sig i handel med Hålogaland. Strandstedet eller gården Bjørgvin blev kaupang i slutningen af 1000-tallet. Stedet har sandsynligvis først udviklet sig som et handelssted for fisk-, fangst- og jordbrugsprodukter for bygderne rundt om på Vestlandet. Efterhånden, som byen voksede og handelen tiltog, evnede Vestlandsbygderne ikke længere at dække varebehovene. I Bergen vidste man, at det foregik omsætning af fisk i Lofoten, dermed var det naturlig for købmænd fra Bergen at rejse nord over til Hålogaland for at opkøbe fisk. I løbet af 1100-tallet blev byen kongssæde, bispesæde og handelscentrum for Vestlandet. Efterhånden blev omfanget af handel så stort, at Bergen blev Nordnorges "hovedstad" og økonomiske centrum. Den økonomiske forbindelse var opstået frivilligt ud fra begge parters behov og blev holdt vedlige og bragt ind under ordnede forhold ved myndighedernes love.
Omfanget af tørfiskeksporten voksede gennem 1100- og 1200-tallet. Handelen gav behov for en såkaldt stapelhavn, det vil sige et omlastningssted fra regional transport til udenrigshandel, dermed fik Bergen stærke vækstimpulser. Afstanden fra Lofoten til de europæiske markeder var lang, hvorfor der var behov for overgang til større havgående handelsfartøjer, som man fik kompetence til at bygge i middelalderen. I modsat retning blev korn og andre varer, som ikke fandtes i Norge, importerede med Bergen som indførselshavn.
Trondheim havde også været vigtig som udskibningssted for fisk, muligvis lige så stor som Bergen i 1100-tallet, men på grund af Bergens gunstige beliggenhed fik denne by overtaget og blev tilnærmelsesvis enerådende. Bergen blev efterhånden den største by i Norden med cirka 7.000 indbyggere omkring år 1300, en position som byen holdt gennem hele senmiddelalderen og langt ind i 1500-tallet.
I hvilket omfang og hvor længe, bergenske købmænd deltog på markederne i Vágar, er usikkert. Det vides at de i 1361 fik bekræftet deres hævdvundne ret til at drive udstrakt handel, og at udenlandske købmænd ikke måtte drive deres virksomhed nord for Bergen. En retterbot (lov) fra 1384 giver oplysninger om langvarig deltagelse af købmænd i Bergen. Retterboten bestemte, at de, som bor i Finnmark og Hålogaland, skulle drage på kjøpstevne (marked) i Vágar, hvilket også købmænd fra Bergen skulle gøre. Hvorfor, at dette påbud var nødvendigt, er ikke nævnt. Historikere har fremsat flere formodninger om, hvad der er baggrunden for bestemmelsen. En hypotese er for at undgå at små handelssteder skulle forfalde, en anden teori er at bergenskøbmændene drev handel andre steder nordpå og at myndighederne ønskede, at dette skulle begrænses.
"... engelskmænd, som kommer hertil og bringer hellefisk og honning, mel og klæde, og vi vil gerne takke dem, der bragte lærred og linned, voks og kedler hertil. Ligeledes vil vi gerne nævne dem, der er kommet fra Orkneyøerne, Shetland, Færøerne og Island, og alle dem, der hertil har bragt ting, som vi ikke kan være foruden, og som dette land drager fordel af."|Kong Sverre i en tale i Bergen i 1186
Handelsforbindelsen mellem tørfiskproducenterne i Lofoten og opkøberne i Bergen blev holdt i gang af bergenske borgere, senere i stigende grad af hanseaterne og nordnorske befragtere, samt også med gejstlige deltagere. Kildematerialet er beskedent og tilfældigt således, at man hverken kender styrkeforholdet mellem deltagerne eller hvordan denne handelsvej udviklede sig gennem århundrederne.

### Udenrigshandelen i middelalderen
Det var kongen, stormænd og gejstlige, som drev og dominerede udenrigshandelen til et stykke ind i højmiddelalderen. Redere og eksportører for de norske både, som sejlede til England med tørfisk og andre varer, var den norske konge, byernes borgere, adelsfolk, ærkebiskoppen og i nogen tilfælde klostre. Norske skibe sejlede også til Flandern, således vides at ærkebiskoppen sendte sit skib dertil i 1301. Men fra begyndelsen af 1300-tallet overtog udlændinge helt og holdent. I en beretning fra danske pilgrimme i Bergen i 1191 vides, at der også kom købmænd fra andre lande til Bergen. Pilgrimmene fortæller om handelsfolk fra Island, Grønland, England, Danmark, Tyskland, Sverige, Gotland og endnu flere lande. Fra begyndelsen af 1200-tallet var det mere og mere tyskere fra Østersøen med udgangspunkt i Lübeck, som blev dominerende. Senere blev disse tyske købmænd kendt som hanseater.
For kronen, altså staten og kirken, var profit ikke nødvendigvis målet med handel med tørfisk, men at de kunne bytte og nyttiggøre sig de varer, som de havde fået i skatter og landskyld. Byttehandelen var først noget, som skulle dække deres husholdningers behov for importvarer, senere kom behovene til institutioner som kirke og krone. Efterhånden blev dette mere professionaliseret med egne folk, som virkede som skippere og agenter for stormænd og gejstlige.
Ærkebiskoppen i Trondheim tog del i handelen med tørfisk gennem hele middelalderen frem til reformationen. Ærkebispestolen fik ikke alene indtægter fra fisketienden, men også fra opkøb af ejendomme nordpå, særlig i Lofoten. Opkøbene skete i fiskeværene, hvor grundstykkerne så efterfølgende blev lejede ud til rorbuene, kaldet landvarde. En anden indtægtskilde var de såkaldte setesveiner, som var ærkebiskoppens mænd udstationerede i fiskeværene. Disse havde deres virke som udredere og opkøbere. Engelske toldlister viser, at ærkebiskoppen sendte egne handelsskibe med tørfisk og andre varer til England omkring år 1300.
Det er anslået, at omsætningen af tørfisk via Bergen lå på 3.000–4.000 ton i 1300. 300 år senere var mængden fordoblet. Næppe alt dette kan være kommet fra Nordnorge, men ting tyder på, at det meste stadig kom fra Lofoten også i senmiddelalderen. Et overslag viser, at da omsætningen lå på det højeste, var mængden omkring seks millioner tørfisk med en formodet gennemsnitsvægt på 2,7 kg. Bergen blev en rig by og var Norges største by helt frem til 1830-erne. Byen var centrum for handel med tørfisk helt frem til begyndelsen af 1900-tallet.

### Lofotenfiskeriets økonomiske betydning i højmiddelalderen
I bytte mod tørfisk var importvarer til Norge produkter som krydderier, honning, korn og kornprodukter (mel, malt og øl), vin, kostelige klæder, smykker, dagligdags klæder, lærred, keramik, metalvarer og voks. For første halvdel af 1300-tallet mener historikere, at Norge må have haft et betydeligt handelsoverskud. Tidligere mente historikere, at Norge nærmest var afhængig af kornimport. Imidlertid viser data, at kornimporten næppe kunne have repræsenteret en energimængde, som kunne have holdt liv i særlig mange mennesker. Alligevel var det yderst fordelagtigt for fiskeralmuen, at bytteforholdet mellem tørfisk og korn gjorde kornprodukter tilgængelige.
I vikingetiden havde handel med pelse og skindvarer stor betydning i Nordnorge. Denne handel aftog i løbet af 1200-tallet. Dette førte til, at specielt samiske jagt- og fangstsamfund fik dårligere muligheder for at få afsætning for deres varer. Man regner derfor med, at en del samer på denne tid deltog i omlægningen fra jagt og fangst til fiskeri og jordbrug. Udsagn i de gamle værker Historia Norvegiæ og Passio Olavi er blevet tolket til at berette om, at både den norrøne og samiske befolkning deltog i lofotenfiskeriet. Fiskeri mener man er naturligt at tænke sig som en del af kystsamernes fangstkultur. I den markedsrettede del af samernes fangstkultur indgik allerede andre ressourcer fra havet som fangst af sæler, hvaler og havfugle.
Historikere har påpeget, at lofotenfiskeriet og den omfattende tørfiskhandel har været grundlæggende for den norske statsdannelse og for kirkemagtens vækst i Norge gennem højmiddelalderen. Disse store indtægter var med til at gøre kirken i stand til at bygge Nidarosdomen, selv om den også havde mange andre indtægtskilder. Konkret tror historikere ikke, at indtægterne fra fiskeri var specielt væsentlig for opførelsen af katedralen, men genopbygningen efter den store brand i 1328 kan i stor udstrækning være blevet finansieret af indtægter fra handel med tørfisk.

## Den sorte død, opgang og krisetider

### Den sorte døds konsekvenser
Den sorte død, som ramte Norge omkring midten af 1300-tallet, fik store konsekvenser for handelen med tørfisk. For begyndelsen af 1300-tallet har historikere skønnet, at mindst 3.000 tons tørfisk årlig blev eksporteret fra Norge. Mod slutningen af 1300-tallet, efter den sorte død havde hærget, har historikeren Arnved Nedkvitne beregnet, at eksporten kun var på lidt over 800 tons totalt. Af dette gik omkring 450 tons til England, resten til kontinentet.
En konsekvens af den sorte død var, at Norge kom i union med Danmark, i praksis skete dette i 1380. Dermed blev kongemagten flyttet fra Bergen til København. Bergen mistede efter dette sin politiske rolle, men byens rolle i tørfiskhandelen blev derimod ikke svækket.
For dem, som overlevede og blev tilbage efter den sorte død, blev livet på mange måder lettere. Dette førte, samlet set, til, at befolkningsnedgangen gav stærkt reduceret efterspørgsel på jord i Europa. Denne var ejet af kirke, stat og stormænd, som lejede den ud til bønderne. Lejeomkostningerne på jord blev reduceret, og med det også prisen på korn og andre dyrkede planter. Imidlertid var prisudviklingen for fisk og kød relativt mindre faldende. Bytteforholdet blev gunstig for fiskerne, som efter dette fik en større andel korn for samme mængde fisk end før. Dermed blev den stærkt reducerede nedgang i tørfiskeksporten kompenseret med kraftig prisopgang. Der blev derfor importeret omtrent den samme mængde korn, som før den sorte død. Historikeren Kåre Lunden har specielt været optaget af disse forhold, han har beregnet, at omkring år 1350 gav udbytte af tørfisk mod korn og mel en energigevinst på mellem 140 og 500 %.
Prisopgangen gav impulser til en folkeforflytning ud mod kysten og de bedste fiskefelter. Efter, at den sorte død havde hærget, blev det mere økonomisk lønsomt at drive fiskeri end at dyrke jorden med godt resultat. Fiskeværene, altså øer og holme, ofte i grupper langt fra land, voksede derfor frem langs den norske kyst.
Ude i fiskeværene, som opstod, boede befolkningen tæt, og de var specialiserede fiskere. Fiskeværene udviklede sig helt op til Finnmark. Imidlertid valgte de fleste trygheden, som en gård med husdyr kunne give, trods alt var byttevarerne for tørfisk ikke varer som smør, kød, skind og uld. Disse varer var væsentlige for at kunne overleve og alene landbrugsdriften kunne give disse.
Efter, at fiskerierne fik voksende betydning i løbet af sidste del af 1300-tallet, gik myndighederne over til en ny værdienhed baseret på fisk. Tidligere havde smørspandet været den vigtigste værdienhed, men i løbet af 1400-tallet overtog fiskevågen. Blandt andet viser ærkebiskop Aslak Bolts Jordebog denne overgang. Oprindelig var nemlig værdierne af gårdene i det nordenfjeldske Norge opgivet i spande smør, men efter en revision af bogen i 1430-erne går man over til fiskevåger (eller våg fisk).
En anden konsekvens af den sorte død var, at Hansaforbundet, en sammenslutning af handelslav i nordeuropæiske byer, fik en stadig stærkere kontrol over udenrigshandelen via Bergen. Fordi den sorte døds hærgninger var gået hårdt ud over den norske købmandsstand, stod denne virksomhed klar til at blive overtaget. Blot ti år efter, at den sorte død kom til Bergen i 1349 havde hanseaterne nærmest monopoliseret udenrigshandelen fra Norge.

### Hansatiden
Frem til omkring 1160 var det nordmændene selv, som i stor grad drev udenrigshandelen, men i sidste halvdel af 1100-tallet begyndte engelske og tyske købmænd at gøre sig gældende i Norge. De tyske købmænd blev stadig stærkere, og fra begyndelsen af 1300-tallet havde de udkonkurreret alle andre i Bergen. De tyske købmænds ledende stilling begyndte i 1230-erne, da Håkon Håkonsson gav købmænd fra Lübeck i Tyskland privilegier på deres ret til handel i Norge (strandrettigheder). Tidligere havde udenlandske købmænd kun været i Norge om sommeren, men de tyske købmænd begyndte fra anden halvdel af 1200-tallet at opholde sig i Bergen gennem vinteren. De blev vintersittere og begyndte at leje bygårde, som de efterhånden også købte. Hanseaterne, som de blev kaldt, fik stadig udvidet deres privilegier. For norske myndigheder var det vigtigt, at de skulle holde sig i Bergen og aldrig sejle nord for byen, blandt andet fordi myndighederne ville opretholde kontrol med skatter og afgifter.
Hanseaterne oprettede Det tyske kontor i Bergen i 1360, eller muligvis noget tidligere. Nedkvitne har beregnet, at der mellem 1450 og 1600 var omkring 1000 tyskere bosatte i Bergen.
Hanseaterne var købmænd med kontorer i en række nordeuropæiske byer. De havde en styrke og kompetence, som ingen norske købmænd på denne tid havde, blandt andet drev de virksomhed året rundt, havde kundskab om regnskabsføring, var finansielt stærke og godt organiserede. Med hanseaterne i Bergen kunne den norske eksport af tørfisk forøges, og nordmændene blev del af den kommercielle revolution, som indtraf i Europa. Således opstod der en trekanthandel mellem Bergen, det østlige England og kontinentet. Korn blev eksporteret fra hanseaternes hjemegne i Østersøområdet til Bergen, tørfisk blev sejlet fra Bergen til England, og i England blev der lastet uldvarer, som blev solgt i Flandern og byer ved Østersøen.
Hanseaterne solgte oprindelig tørfisken fra Lofoten hovedsagelig i England og Vesteuropa. Fra omkring år 1400 blev de østlige byer ved Vesterhavet de vigtigste eksporthavne. Andre fiskeprodukter, som blev omsatte, var tran og lys fra torskelever. I Nordeuropa var der et stort behov for sådanne olier til belysning. Andre produkter som huder, skind, smør, planker, slibesten, voks, jagtfalke og endnu flere ting blev også eksporterede fra Norge i middelalderen, men tørfisk var det udpræget vigtigste. Nedkvitne har beregnet, at i 1300-tallet udgjorde tørfisk 82 % af vareværdien, tran 8 % og sild 3 %.
Med udvidelse af markedet for tørfisken voksede efterspørgslen og dermed prisen. Et andet gunstigt forhold var, at Østersøområdet havde rigeligt med korn, som kunne eksporteres nord over. Dette var en forudsætning for, at en del fiskerbønder kunne blive helårsfiskere. Dette gav yderligere flere nordmænd mulighed for at flytte længere nord over til områder som Senja og Finnmark. Både her og længere sydpå i nutidens Nordland blev der etableret en række fiskevær, hvor der i 1500-tallet boede fra 10 til 60 familier. Disse var helt afhængige af kornimporten, som hanseaterne organiserede. Befolkningen i disse fiskevær kunne leve både af sæsonfiskeri og helårsfiskeri. I Lofoten kender man konkret til sådanne fiskevær i Skrova (28), Værøy (32) og Røst (24), hvor tallene i parentes angiver antallet af professionelle fiskere nedfældet i ledingslisterne fra 1567. Det kan måske have været flere fiskevær med helårsfiskere, men disse har man en konkret dokumentation for eksistensen af.
Handelsstedet Vágar, som voksede i 1200- og 1300-tallet, oplevede en dramatisk tilbagegang og forsvandt efterhånden helt i tiden mellem sidste del af 1300-tallet og slutningen af 1500-tallet. Fiskerne i Nordnorge begyndte derfor selv at føre tørfisken til Bergen i stedet for at bytte mod korn på markedspladsen i nord. Denne transport blev kendt som jektefarten og skete med store specialiserede transportskibe kendt som jekter. Andre købstæder, som også blev afviklede af samme grund på denne tid, var Veøy i Romsdalen og Borgund på Sunnmøre.

### Nordlandshandel
En traditionel forklaring på, at bergenskøbmændene ikke længere drog på handel i Nordnorge, er vitaliebrødrenes hærgninger i Bergen. Disse var tyske kaprere (sørøvere), som hærgede handelsskibe og plyndrede købstæder, først og fremmest i Østersøen. Vitaliebrødrene hærgede Bergen i 1393, 1428, 1429 og 1432, hvor det kom til kraftige kampe og store ødelæggelser. Dette ifølge islandske annaler, som opgav dette som årsagen til, at handelen mellem Island og Bergen og mellem Grønland og Bergen mere eller mindre stoppede. Senere blev det i Bergens Fundas fra omkring 1560 anført, at dette var årsagen til, at nordlændinge og finnmarkinger selv måtte drage til Bergen for at drive handel.
En anden forklaring på, at fiskeralmuen selv måtte transportere tørfisken til Bergen, var hærgninger under den sorte død. Historikere mener, at denne ordning kom i stand efter, at den sorte død havde ført til, at det indenlandske handelssystem var brudt sammen. Endnu en forklaring er kongens voksende magt. Kongen fik landejendomme i Lofoten, blandt andet fiskevær, og det var i hans interesse at få størst mulig kontrol over handelen.
Foruden handelen i Bergen foregik der også en anden, men mindre, handelsvirksomhed, hvor byborgere fra Bergen og Trondheim rejste nord over. Disse byborgere drev handel på såkaldte borgerleirer, som var steder afsatte for denne aktivitet. Denne aktivitet blev stærkere i løbet af 1500-tallet, da en norsk borgerstand igen begyndte at gøre sig gældende. Samtidig tabte hanseaterne noget af sin stilling. I 1600-tallet kom borgere fra Trondheim i flertal i handelen med Nordnorge, og fra da af koncentrerede borgerne fra Bergen sig om handelen i Finnmark. Endvidere fandtes nordnorske handelsfolk, kaldet knaper, som mere eller mindre ulovligt drev en del handel, endog også udlændinge.
Omkring 1500 ejede de centralkirkelige institutioner omkring 40 % af jordegodset i Nordnorge, kongen ejede omkring 20 %, bønderne ejede omkring 15 % og lokale kirker 10 %. Kongen og kirken ejede mere af jorden i Nordnorge end i resten av landet, hvilket tillægges en sammenhæng med fiskehandelen. På grund af den store tørfiskhandel op til midten af 1300-tallet var det en god forretning at have ejerskab i gårde, som lå godt til i forhold til fiskeri. Disse magtinstitutioner havde over lang tid været interesserede i at sikre sig gårde på steder, hvor fiskeriet var godt.
Det har også været handelsforbindelser fra Bergen til et så fjernt land som Italien, allerede etableret i slutningen af senmiddelalderen. Imidlertid kender man ikke til oprindelsen til denne handelsforbindelse. Det vides, at der tidligere var etableret handel mellem Flandern og Italien, og at varetransporten skete med båd. Det anses for sandsynligt, at de italienske kystbyer Venezia og Genova tog imod tørfisk.
Handelen med tørfisk gav materiel velstand for almuen i løbet af senmiddelalderen. Dette har man skattelister fra 1500-tallet, som dokumenterer. Fra denne tid vides, at der blandt bønderne i Nordnorge fandtes kostbare hollandske klæder og andre finere importvarer. Endvidere fik Bergen styrket sin position yderligere fra højmiddelalderen og i løbet af 1500-tallet.
Imidlertid var de få norske købmænd, som fandtes, ikke begejstrede for hanseaternes stærke tilstedeværelse. De ønskede, at hanseaterne skulle drive handel i store kvanta, mens de selv skulle drive som mellemmænd for tørfiskomsætningen, samt drive detailhandel. Købmændene fik støtte af verdslige stormænd, som selv i en vis grad drev nordlandshandel. Bønderne i Nordnorge havde på den anden side alt at tjene på hanseaternes sikre leverancer af korn og afsætning på tørfisk. Det samme kan siges om resten af landet, som fik et stort marked for salg af sine varer. En anden, som tjente på hanseaterne, var ærkebiskoppen. Ærkebiskoppen havde selv store interesser i tørfiskhandel og ville derfor ikke reducere hanseaternes tilstedeværelse. Det, som alle grupper i Norge kunne samles om, var, at tyskerne i Bergen skulle følge norske love og godtage norske myndigheder. Dette var imidlertid noget, som de havde stor nok indflydelse til at kunne modsætte sig stærkt. For hanseforbundet var det vigtigt, at tyskerne ikke giftede sig med nordmænd eller på anden måde blev en del af det norske samfund.
Nordlandshandelen repræsenterede ikke blot køb og handel men også en meget omfattende kulturudveksling, som over flere hundrede år påvirkede kystsamfundene. Et konkret eksempel på det er anskaffelse af kirkekunst fra Nordeuropa. Meget af den kirkekunst, som blev indført til Nordnorge i senmiddelalderen, var meget kostbar. For befolkningen fjernt fra Bergen gav disse årlige rejser store oplevelser. I Bergen mødte man folk fra andre steder i Europa med særegne sæder og skikke.

### Nordlandsgælden
Handelen i Bergen skete ved, at hver enkelt fiskebonde var tilknyttet sin specielle handelsmand. Foruden madvarer, korn og tøjstoffer fik almuen også finansiel støtte for næste sæson. Et specielt forhold var, at fiskerne kom i stadig større gæld til købmændene, den såkaldte nordlandsgjelden. Nordlandsgælden eller bergenskreditten opstod antagelig fra slutningen af 1300-tallet.
I sammenhæng med handel var det allerede i middelalderen almindeligt at give kredit, specielt i sammenhæng med varehandel med stor omsætning. De tyske købmænd gav fiskerne nordfra varer eller penge af større værdi end de varer, købmændene købte. Dette var en nyttig og nødvendig ordning, og kunne hjælpe fiskerne gennem for eksempel uår. Således fik fiskerne en vis tryghed. Men købmændene drev ingen veldædighed, de var altid den overlegne og professionelle part i transaktionerne. De kunne udnytte kreditsystemet til egen fordel, hvilket de også gjorde. En tilbyder, som var kommet i afhængighed af en købmands kredit, måtte betale mere for varer end en, som ikke var det. En anden ting var, at prisen, som fiskerne blev betalt for tørfisken, var lavere end på markedet ellers.
Et specielt forhold ved denne kredit, var at en klient ikke kunne gå over til en anden købmand, hvis gælden ikke var afsluttet med den gamle. På sigt udviklede dette sig til en "evig gæld" til købmændene. På den anden side måtte købmændene også passe på med hvor stort et pres, de lagde på fiskerne, som stod i afhængighedsforhold til dem. Blev presset for stort, kunne de miste klienten. Det vigtige for købmændene var faste sikre leverancer og god afsætning på varerne, de solgte tilbage til nordlandsfiskerne. Man har beretninger om bergenske købmænd, som gav hjælp til sine debitorer.
Når købmændene i Bergen handlede tørfisk med kirken eller kronen, skete betalingen i sølv eller penge. Dette var magtinstitutioner, som stod langt stærkere end fiskerne, specielt fordi disse kontrollerede jektefarten, var ansvarlige for at give privilegier og udarbejdede toldbestemmelser.

### Bygdefarbruket
Fiskefangsten blev løbende hængt på hjell (træstilladser) for at tørre. Om foråret, når lofotenfiskeriet var ovre, forlod fiskerne fisken og drog hjem. Om våren deltog de i hjemmefiskeri, andre fiskerier hjemmefra eller de gjorde forårsarbejder. Under sommeren, når fisken, som de tidligere havde hængt op i Lofoten, blev tør, drog fiskerne så tilbage, lastede fisken på transportbåde, kendt som jekter, og sejlede sydpå til Bergen for at sælge fisken der.
Jekterne skulle være klar til at starte årets første tur til Bergen ved korsmesse den 3. maj. Bådene blev da lastede med varer som sildetønder, tran og rogn, dun, ost, smør og talg. De af fiskerne, som drog med jekterne, var mandskaber ombord. Denne tur kunne totalt vare i tre til seks uger. Da jekterne kom tilbage, drog de så videre til Lofoten, hvor de efter traditionen skulle indfinde sig den 12. juni, denne gang for at hente al tørfisken fra lofotenfiskeriet, som skulle til Bergen for at blive solgt.
Pietro Querini var en italiensk købmand, som i 1432 forliste under en sejlads fra Venedig til Flandern og reddede sig på land i Røst. Han og de af mandskabet, som overlevede, forblev i Røst i flere måneder. Querini er den, som først dokumenterede jektefarten efter, at han i maj 1432 sammen med røstværingerne rejste til Bergen. Han nævnte ikke, at det var aktuelt at sejle fra Vágar til Bergen, hvilket kunne tyde på, at Vágar allerede var afviklet som handelssted på dette tidspunkt.
Historikerne er usikre på hvornår fiskerne nordpå organiserede det såkaldte bygdefarbruket, det at de i fællesskab organiserede jektefarten, men fra senest 1500-tallet mener man, at dette var den generelle ordning. Tidligere havde borgere og forskellige gejstlige herrer været involverede i transport og omsætning. Man mener egentlig ikke, at gejstlige, stormænd og lavadelige var væsentlige for jektefarten. De ville næppe være tilfredse med at være fragtmænd for fiskerbønder. Jektefarten var risikofyldt og indtægterne ikke så store, at det kunne danne grundlag for deres velstand og magtstilling. Endvidere krævede både Magnus Lagabøtes bylov og Bjarkøyretten, at skibsmandskabet skulle eje eller have ansvar for dele af lasten.
Bygdefarbruket blev drevet af personer, som havde midler nok til at købe og drive en jekt. Disse blev kaldt skippere og indgik aftaler med fiskerne i bygden eller i et område om at transportere fisken til Bergen. Skipperens indtægt blev beregnet ud fra lastens volumen. Jekteskipperen holdt båden i stand og skaffede en styrmand, mens fiskerne skaffede mandskabet fra deres egne rækker, såkaldte håsetere. Hver enkelt håseter havde ansvar for sin egen last af tørfisk samt for én eller flere andre fiskeres last. Fremme i Bergen skulle håseterne sørge for at selge tørfisken til deres egen og de andre fiskeres faste købmand. For betalingen købte han varer, som han fik ansvaret for at bringe tilbage, som korn, madvarer og tøj. Typisk var der op til ti håsetere på hver jekt.
Hanseforbundet, med det tyske kontor i Bergen, sørgede i stor grad for at undgå, at bergenske købmænd skulle få anledning til at drive mellemhandel mellem Bergen og Nordnorge. Der fandtes undtagelser, for eksempel var der nogen få bergensere, som drog nord over for at opkøbe fisk.
Sejladsen langs den norske kyst kunne være farefuld også på sommeren. Endvidere stod der meget på spil ved, at hele lofotensæsonens fortjeneste for mange familier var med på hver jekt. På denne tid fandtes ingen forsikringsordninger, hvorfor forlis kunne få fatale økonomiske konsekvenser.
Den tidligste oversigt over antallet af jekter er fra 1563 og stammer fra regnskabet for skibsskatten. Denne fortæller, at det i hele Nordnorge var der 128 skibe, hvoraf de 126 var jekter. 111 jekter var hjemhørende i nutidens Nordland og Troms, og 15 kom fra Finnmark. Desuden var der 40 fartøjer hjemhørende i Bergen og 31 fra Trondheim, som deltog i trafikken til og fra Nordnorge.
At omsætningen af fisk skete så langt borte som i Bergen blev en hindring for udviklingen i Nordnorge. Købmændene i Bergen engagerede sig i sildefiskeri og torskefiskeri på Vestlandet således, at dette blev udviklet, men ikke i det, som foregik på lofotenfiskeriet langt væk. For købmændene i Bergen var det bekvemt at la fiskerne selv forædle tørfisken og tage risikoen, som transporten repræsenterede. På dette grundlag havde præsten Petter Dass foreslået, at Bergen skulle være flyttet 300 mil mod nord. Systemet med bygdefarbruket er af historikere fremhævet som værende ret unikt. Det almindelige var ellers, at fiskere eller bønder tog sine varer med til et nærliggende marked, hvor de omsattes. Ikke alene var sejladsen risikofyldt, men mænd i deres bedste alder måtte forsømme gårdarbejdet som de ellers kunne have drevet. Først i løbet af 1700-tallet blev det urimelige i dette brugt som argument for at få etableret byer nordpå.
Når Nordlandsjektene ankrede op for natten, traf de på lokale bygdefolk fra Trøndelags- og Vestlandskysten. Der blev udvekslet sladder og nyheder, ikke mindst da de kom frem til Bergen, hvor mængder af folk var kommet fra fjern og nær. I mødet med fremmede mennesker med et andet liv og referencer skabtes identitet og sammenhold. Nordlændingene var anderledes end byfolkene, folkene fra strilelandet omkring Bergen og forskellige fra folk, som de ellers mødte rundt om på Vestlandet. De, som Petter Dass omtaler som "Nordlands bebyggende Mænd", var folkene fra nutidens Nordland og Troms. Finnmarkingerne adskilte sig fra disse ved, at de hverken drog på lofotenfiskeri eller til Bergen.

### Rorbuerne
"Vi baged Mad-kisterne strax efter Jul,
Vi fyldte dem ganske med Brød og med Sul
Og skaffes dem alle sin Fore.
Vi laget vor Drenger tre Måneders Kost,
Et Bismer Smør og et Bismerpund Ost
Og flatbrød, to viktige Vaager;
Saa Suppe-mel, kjød, og stompebrød, et Pund,
Saa Jernstein, Skin-Stak og Støvler saa rund,
Saa Dybsagn med Angler og Kroger.
Men der med end ikke fornøies de vil,
Et Anker med Syre vi skaffed de vil,
Og lod deres Madkister stappe."

Petter Dass beskriver indholdet i Lofotkisten.
Fogeden Peder Hansen Schønnebøl har givet en fyldestgørende beskrivelse af lofotenfiskeriet, som blev udgivet i 1591. Han skriver, at fiskeriet startede straks etter kyndelmisse den 2. februar. Fiskere fra Helgeland og Salten drog til lofotenfiskeriet efter juletiden. Den største udfordring havde de fiskere, som kom til Lofoten fra syd, fordi de skulle fare tværs over Vestfjorden. I værste fald måtte de vente i flere uger for at få medbør over til Lofoten. Typisk var der altid to både, som holdt sig sammen for at yde hinanden hjælp og deles om arbejdet. Schønnebøl beskriver rejsen til Lofoten som vanskelig og farlig, blandt andet var fiskerne udsatte for kulde, sne og vandsprøjt, desuden var der mange, som forliste. Endvidere måtte de overnatte i deres både, når de gik i havn for natten. Når de kom frem til Lofoten, kunne det være vanskeligt at få husrum i rorbuerne, hvis de var uheldige, kunne de blive nødt til sove i et naust, eller de kunne vende båden på hovedet og sove under den.
Forberedelserne til lofotenfiskeriet havde de startet allerede om efteråret med istandsættelse af båd og udstyr. Endvidere havde kvinderne forberedt mad, som fiskerne skulle have med sig i lofotkisten, både mad beregnet for rejsen undervejs, kaldet rekstekost og maden beregnet til fortæring under opholdet i Lofoten, kaldet felleskost. Fælleskosten skulle vare i mindst tre måneder og bestod af blandt andet mejeriprodukter, kød og flatbrød, lefse og brød, samt spegesild. Afskeden fra hjemmet, kaldet faredagen, var en alvorsdag for familien, hvor der blev holdt en enkel andagt, læst fra Bibelen og sunget en salme.
Rorbuerne var fiskernes bosted under lofotenfiskeriet, og det vides, at Kong Øystein Magnusson fik bygget rorbuer i 1110. Dette er omtalt i kongesagaen Morkinskinna, som fiskimannavist (fiskemandshytter). Sandsynligvis har der været rorbuer også før den tid, muligvis jordgammer som generelt blev brugt gennem hele middelalderen. Senere var det enkelt for dem, som kom til Lofoten, at få opsat egne rorbuer og fiskehjell, fordi jorden i de fleste fiskevær var ejet af kronen eller kirken. Mod at betale en afgift til grundejeren kaldet landvarde, kunne de opsætte deres egne buer. Denne afgift er omtalt første gang fra 1103–1107, og var på fem fisk for hver af dem, som roede ud på vågafiskeri (senere lofotenfiskeriet). Denne takst holdt sig længe, senere kilder i 1520 omtaler fortsat størrelsen på fem fisk. Ikke blot gav udleje af grundstykker til rorbuerne skatteindtægter, det var også fordelagtigt for indkrævning af andre skatter pålagt fiskerne, at de var samlede på særlige steder.
Disse enkle huse var enten ejede af fiskerne selv eller de lejede dem af de fastboende i været. Typisk havde bygningerne et stort opholdsrum med plads til mellem 6 til 16 mand, da flere bådelav delte rorbu. Det var også et indgangsparti for opbevaring af skindklæder, tønder, redskaber og brændsel. Tønderne fyldte de med torskelever efterhånden. Madlavningen skete over en åre, det vil sige et bål midt i rummet, og i taget var der at røghul for røgen. Typiske gøremål, når de ikke var ude og fiske, var at bøde fiskeredskaberne og klæderne, samt agning. Forholdene var yderst primitive, fordi man ikke havde mulighed for at få gode sanitære forhold. Sygdomme var hyppige, og når fiskerne drog hjem, tog de ofte smittekim med sig.
For øvrig blev jekterne også benyttede til at transportere mad, klæder, redskaber, stokke til fiskehjellene og fyringsved til Lofoten før fiskeriet startede. Fra skovbygderne i Salten og Helgeland havde fiskerne med sig træ og redskaber af træ, som de solgte til andre fiskere. En anden skik var, at fiskebønderne fra bådebyggerbygderne i Rana og Saltdalen solgte deres både, når lofotenfiskeriet var ovre, idet det for dem var naturligt at bygge sig ny nordlandsbåd til næste sæson.
Lofotenfiskeriet var et slidsomt arbejde, specielt når vinteren var på sit hårdeste med frost, snefog og vind. Bådene var små og uden overdækning, ligesom rorbuerne var prægede af træk og kolde. Fra samtiden har en flest beskrivelser fra præster og embedsfolk, som omtaler det, de kalder for "latmannslivet" under landligge, når vejret var for dårligt til, at fiskerne kunne ro ud. Sognepræsten Sigvart Kildal i Vågan skriver i 1764 om "dette Brændevins Sodoma". Der var på denne tid borgere og købmænd, som solgte brændevin til fiskerne i værene til trods for, at myndighederne forsøgte at begrænse salget.
Både jektefarten til Bergen og rorbulivet under lofotenfiskeriet førte til sammenhold og fælles identitet imellem fiskerne. Hvert bygdelag havde sine fiskevær, for eksempel fiskerne fra Folla som i 1756 berettede, at de havde benyttet sig af Stamsund, Ure og Æsæya i umindelige tider. Søsamerne fra Ofoten holdt sig på samme tid til Vågan. Indenfor hvert fiskevær var igen rorbuerne ofte samlet i grupper for hver bygd.
Rygtespredning og historiefortælling gav fellesskab med forbindelser, som bandt landsdelen sammen. Specielt i rorbuerne under lofotenfiskeriet, hvor mange mænd fra forskellige distrikter kom sammen, gik fortællingerne fra rorbu til rorbu og fra fiskevær til fiskevær. De, som udmærkede sig som historiefortællere, fik rigelig tid til at udøve fortællerkunst, når det var landligge. Når så mændene drog hjem til bygderne, tog de nye historier, sladder og nyheder med sig.

### Fiskeriet på Lofotenhavet
Dagene begyndte med, at fiskerne drog ud på fiskefelterne på Lofotenhavet (intet havområde har dette navn, men fiskerne kaldte havområdet de fiskede på for "Lofothavet".) i grålysningen. Det var i tidlige tider ingen fyr eller mærker i farvandene. De, som var godt kendt, lyttede efter bølger, som brød mod skærene, for at vide, hvor de var. Typisk drog fiskerne tilbage til fiskeværene, før det blev helt mørkt.
Ude på Vestfjorden blev vind fra nord og nordøst regnet som godt vejr. Østenvinden var kold, men gav klart vejr. Sydvestlig vind gav tung sø og dønninger fra Atlanterhavet samt søgang og skum. Særligt slemt regnede man også nordvestlige vinde for at være, fordi den gav faldvinde, samt at denne retning blæste bådene ud på Vestfjorden. Blev lofotenfiskerne overraskede af vind fra nordvest, måtte de forsøge at krydse ind mod land, men bølgegangen kunne gøre udsynet vanskelig, det samme kunne tæt snevejr. Et andet problem var vanskelighederne med at skelne mellem brått og grunde, men buldrende lyd fra havet, som slog mod skær og sten, kunne hjælpe dem, om udsynet blev for dårligt. Når de endelig havde fundet nødhavn i en stille vig, kunne de være langt fra fiskeværet, som de holdt til i. Hvis krydsning ind mod land blev umulig, måtte de "lense unna" (sejle med vinden ind agterfra), hvilket kunne føre til, at de blev ført ud på den åbne del af Vestfjorden.
"Der kommet did seilend' den fiskende flok,
ved to og tre hundrede båder i skok,
de suled op dypsagn og snøre,
opsperrede torsken og hængte på hjeld,
så koged de mølje, det lakked ad kveld,
dik siden at slå sig på øre.
Petter Dass i Nordlands Trompet
Tilbage i fiskeværet startet sløyingen (parteringen) af fisken. Lever og rogn blev lagt i hver sin tønde. Hovederne blev kappet af og fisken hængt op på hjell to og to, såkaldt rundfisk. Senere på sæsonen blev fisken skåret ind mod rygbenet og bredet ud for, at den skulle tørre hurtigere. Dette blev kaldt råskjær. Fiskehovederne blev gemt og tørret til brug som dyrefoder.
I tidligere tider havde fiskeren skinnhyre på sig, senere blev oljehyre almindelig. Hvis skindhyret var ugarvet havde det pelsen vendt indad. Endvidere havde de vadmelsklæder. På hænderne havde fiskerne vanter, også kaldet lofotvott eller sjyvott, som var godt valkede.
Det traditionelle fiskeredskab var djupsagn, bedst kendt som juksa, som bestod af et enkelt hampesnøre med kroge og en sten eller jernstykke til synk. Til agn blev der brugt stykker af torskens bug, sild og blæksprutte ("sprut"). Sprut var ikke så vellidt som agn blandt alle, fordi man mente, at hvis skreien først blev vant til den type af agn, ville den ikke bide på anden agn. På fiskeri i Østlofoten var vejen fra fiskefelterne så kort, at det var muligt at få flere fangster bragt i land på samme dag. I Vestlofoten var afstandene derimod så store, at det kun var muligt med et enkelt utroret (udroning) pr. dag.
Schønnebøl er den første, som opgav mængder for fiskefangst. Han skrev i 1591, at når fiskeriet gik godt, kan en båd få mellem 2.400 og 4.500 skrei. Uden at han har specificeret dette, er der antagelig tale om totalfangst for et bådelav på en sæson. Andre kilder fra 1660-erne opgiver kun lidt over 900 skrei pr. båd. Variationerne kan være store på grund af vejr og strømforhold og hvor længe, fiskerne var på Lofotenhavet, før de drog hjem. 1660-erne var endvidere dårlige år. Det menes imidlertid, at Schønnebøl har overdrevet tallene noget. I 1800-tallet blev fangsterne større. Historikeren Trygve Solhaug har beregnet, at for en dårlig sæson i 1860-erne var fangsten på mellem 2.000 og 4.000 skrei. Solhaug har fundet, at det gennemsnitlige antal fiskere på en båd var 4,5.
Under opholdet i Lofoten havde hver mand arbejde efter status. Høvedsmannen som var leder på båden, og ofte også dens ejer, bestemte også på land. Den, som var førstetursdreng, eller på lofotenfiskeriet kaldet skårunge (egentlig et dialektudtryk for en ung måge) havde laveste status og fik ansvaret for madlavningen. Skårungen var hundromsmann eller steinromsmann ombord og sad hvor ballasten var, blandt andet passede han på trosserne. Andre faste positioner var bakromsmannen, som havde ansvar for at øse vand, og skottkaren, som havde ansvar for at holde udkik med assistance af framromsmannen. Både skottkaren og framromsmannen sad på rælingen for at stabilisere båden under krydsning.
Et system med lott (lodder eller andele) bestemte, hvordan indtægterne fra fiskeriet skulle fordeles på fiskerne efter kapitalindsats og dygtighed, for eksempel om de ejede brug selv og havde egen udrustning. Præster, andre embedsmænd og handelsmænd havde så godt råd, at de selv kunne udruste hele bådelav, eller de udrustede blot nogen fiskere således, at de fik indtægter fra fiskeriet via lønarbejde. Nettoindtægten blev delt i lodder således, at bådens ejer skulle have alt fra en halv til otte loder. Eksempelvis ville en åttring med fem mand, have otte lodder, med tre til bådejeren og fem til deling på mandskabet. Hvis høvedsmanden ejede båden, fik han da fire lodder. De andre delte de resterende fire lodder. Lodderne blev også delt i brøker således, at en skårunge var halvkar med en halv lod. Leikaren var en egen kategori, som fik fast betaling for hele sin arbejdsindsats på lofotenfiskeriet. Han fik betalt både i penge og naturalier i form af fisk under opholdet på lofotenfiskeriet. Leikarer kom ofte fra indre fjordbygder og var ofte samer eller svenskere.
For unge mænd i Nordnorge markerede den første tur på lofotenfiskeriet en overgang til voksenlivet. En speciel tradition var Den store brennevinsdagen den 25. marts. På denne dag skulle den yngste fisker bekoste en dram til sine kammerater på bådelavet, såkaldt hansing. Brændevin ved forskellige anledninger var forøvrigt meget almindelig på lofotenfiskeriet i begyndelsen af 1800-tallet. Det blev anset som nødvendigt for at styrke sig og for at holde varmen på havet. Man talte om morgendram, kjøpskål og sjødram.
Ifølge traditionen var lofotenfiskeriet ovre, eller utrodd som man sagde, den 14. april. Denne dag var også kendt som faredagen, hvor unge og voksne, som gjorde tjeneste, afsluttede deres engagement. Bådelavet betalte for tienden og eventuelt rorbuleje. Fisken, som hang på hjell, blev registreret, og hvem, som ejede hvilken fisk, blev markeret med træpinde kaldet karvestokker. Efter dette var fiskerne klare til at drage hjem, men først havde de aftalt med en fastboende, at vedkommende skulle passe på fisken, til den blev hentet under sommeren. Jekterne kom til Lofoten på denne tid for at losse tønder med rogn og lever, som ikke var blevet solgt i løbet af vinteren. Desuden medtog de torskehoveder, som husdyrene fik som foder. Leveren, som fiskerne tog med fra Lofoten, blev kogt hjemme på gårdene.

### Variable markeder – kriser i 1600-tallet
Generelt har de norske fiskerier været udsatte for store svingninger og usikkerhed. Både ressourcetilgangen og markedstilgangen har varieret. Det var gode forhold for fiskerierne helt op til slutningen af 1500-tallet, da den første store markedskrise indtraf. Nordlandsfiskerne var i begyndelsen af 1500-tallet blevet Norges mest velstående befolkning, men den ensidige satsning på fiskeri blev en byrde, som varede helt til slutningen af dette og starten på det påfølgende århundrede. Hvilke faktorer, som har været udslagsgivende for kriserne, har historikerne diskuteret i lang tid. Folketallet i Europa voksede kraftigt, hvilket gav efterspørgsel efter jordbrugsland og stigende priser på landbrugsprodukter. Fiskerne fik dermed mindre korn i bytte for fisken, de solgte. Et andet forhold var, at norsk fiskeeksport muligvis for første gang fik konkurrence fra andre landes fiskerier. Efter, at den italienske opdager Christoffer Columbus havde fundet vejen til Amerika, blev gode fiskefelter ud for kysten af Newfoundland opdaget, som ret tidligt blev udnyttet. Imidlertid har Nedkvitne påpeget, at dette næppe kunne være udslagsgivende for omsætningen af tørfisk fra lofotenfiskeriet, fordi fisken fra Newfoundland forsynede Sydeuropa. Endnu en faktor, som påvirket fiskemarkedet, var, at salt var blevet billigt, dermed fik tørfisk konkurrence fra saltet fisk, senere også klipfisk.
Efter Reformationen forsvandt bestemmelserne om faste i de lande, som blev protestantiske. Dermed blev også efterspørgslen efter norsk tørfisk reduceret. I henhold til økonomisk teori forholder det sig således, at svingninger i markedspriser og ressourcetilgang udjævner hinanden. Reduceret tilbud fører til højere markedspris. Således gik det ikke i løbet af 1600-tallet, da der var stærkt reducerede fiskefangster (sort hav) samtidig med lave priser for fisk. Folk flyttede i denne periode fra kystområderne ind i landet for i højre grad at ernære sig af jorden. Historikeren Axel Coldevin har forklaret, at denne folkeforflytning drevet af fald i fiskepriserne kom som et resultat af generelle prisstigninger i Europa, som atter var forårsagede af de store mængder af sølv, som blev indført efter opdagelsen af Sydamerika. Coldevin har også henvist til regeringens uheldige handelspolitik. Det, at kun de privilegerede byborgere i Trondheim og Bergen fik lov til at handle med fiskerne nord fra og endda kun med den købmand, som de stod i gæld til, forhindrede handelsmænd i Nordnorge i at opbygge et eget handelsnetværk og forsyne bondebefolkningen.
Andre teorier forklarer de reducerede fiskepriser med den høje befolkningsvækst, som indtraf i Europa i 1500-tallet. Med højere befolkningsvækst voksede efterspørgslen efter korn, en stigning som datidens landbrug ikke kunne kompensere for med forøget produktion. Priselasticiteten for kornprodukter er lav, det vil sige, at folk købte korn uanset prisstigning, eftersom dette var et basisprodukt i kostholdet. Elasticiteten for fisk er derimod langt større, hvilket førte til, at befolkningen reducerede købet af denne vare frem for at betale mere for den. Først fra midten af 1600-tallet stabiliserede befolkningsvæksten sig, hvilket atter stabiliserede priserne. Den franske historiker Emmanuel Le Roy Ladurie har forklaret befolkningsreduktionen på denne tid som såkaldte "malthusianske processer" efter den britiske præst Thomas Malthus. I enkelthed går dette ud på at madvareforsyningen på sigt ikke kan holde trit med befolkningsvæksten. Den dramatiske konsekvens af dette var, at befolkningen blev reduceret på grund af sult, sygdomme og krige, samt færre børnefødsler.
Kriserne toppede i 1620-erne, med en pestepidemi i 1618, hanseaterne fik vanskeligheder med at skaffe korn på grund af krigstid (30-årskrigen), en bybrand i Bergen i april 1623 med tab af næsten alle varelagrene på Bryggen og dyrkningssvigt nordpå i 1630-erne. I yderligere betydning var det, at Christian IV gik aktivt ind i krigshandlinger på kontinentet, hvilket førte til voksende skattekrav fra kronens side. Ydermere voksede jordlejen samt afgifterne, som blev betalt til embedsmænd. Endelig oplevede hanseaterne konkurrence fra andre, som drev handel i Nordnorge, hvilket fik dem til at delvist gå bort fra sine pligter om at skaffe forsyninger.
Årsagen til reducerede fiskefangster er ikke kendt, men man regner med, at klimaændringer kan have været en vigtig årsag. Klimaet blev koldere, i perioden kendt som den lille istid. Havtemperaturen og havets saltindhold har betydning for fiskens valg af gydeområder, dermed kan fiskeynglingen være sket på andre steder end dem, som fiskerne da havde tilgang til med datidens både og udstyr. En anden hypotese er, at klimaændringerne forværrede gydeforholdene og at derfor mindre fisk voksede op.
Hvor stor betydning, reducerede fiskepriser og sort hav har haft for krisetilstanden i 1600-tallet er også blevet diskuteret. Historikeren Kari Lindbekk har påpeget, at der trods alt skete en stor vækst i omsætningen, hvis man ser første halvdel af 1600-tallet under et. Lindbekks teori er, at årsagen var en forsyningskrise, som først og fremmest skyldtes problemer med at få eksporteret korn fra de tyske stater på grund af 30-årskrigen og andre konflikter. Andre historikere har peget på en generel svækkelse i verdensøkonomien, reduceret tilgang på kapital, inflation samt reduceret produktion og handel.
Lindbekk mener videre, at der kan påvises et stort fald i fiskefangsterne i næste krise i 1660-erne. Her er det tiendelisterne, som viser skatteindtægter for krone og kirke, som bruges som dokumentation på knappe fangster. Imidlertid giver hun ikke reduceret forekomst af skrei skylden, men foreslår, at dårlig vejr forhindrede fiskerne fra at komme ud på havet.
"Du Torsk maae vel kaldes vor Næring og Brug,
Du skaffer fra Bergen saa mangen Tønd’ Rug,
Den stakkels Nordfarer til Føde.
Barmhiertige Fader oplade din Hand,
Velsigne os fattige Folk her i Land
Med dine Velsignelser søde!
Skuld’ Torsken os feyle, hvad havde vi da,
Hvad skulle vi føre til Bergen herfra?
Da seyled’ vist Jægterne tomme.
Petter Dass i Nordlands Trompet
I slutningen af 1600-tallet var antallet af fiskere på lofotenfiskeri reduceret til mindre end en tredjedel af, hvad det havde været i 1660-erne. Fiskerne drog hellere til andre steder og valgte fiskefelter helt fra Namdalskysten i syd til Finnmark i nord. Mange fiskere fra indlandsbygderne ophørte også under denne tid med at drage på lofotenfiskeri. Med ulønsomt lofotenfiskeri var det bedre at satse på jordbruget. Folk giftede sig senere i livet i krisetider, hvilket sammen med stigende dødelighed førte til færre børn for hvert ægtepar. Dermed blev befolkningsvæksten dæmpet. Familier, som ikke havde jord etablerede sig i indlandsdalene, som igen gjorde, at rendriftssamerne måtte vige.
Den anden store krise begyndte i 1660-erne og varede helt frem til de første tiår af 1700-tallet. I lighed med den første krise var denne præget af en række uheldige hændelser. Blandt andet brændte varelagrene i Bergen igen i 1702 under en stor bybrand, avlingerne nordpå svigtede og fiskeriet gav meget små fangster. En vigtig årsag kan være klimaændringerne, som gav specielt koldt og dårligt vejr, fra 1590-erne til 1690-erne. Forsyningsvanskeligheder og mangel på udredning (manglende kredit fra købmændene for at købe udstyr) kan også have været medvirkende årsager.
Selv om nordlandsbønderne kunne skifte over fra fiskeri til landbrug, førte kriserne totalt set til, at landsdelen blev svækket både socialt og økonomisk. Flytningerne førte til almen fattigdom og en svækket bygdeelite. Landsdelen blev afhængig af ressourcer udefra, og de borgere, som skaffede disse ressourcer til veje, vidste at bruge magten, det gav. Endvidere forøgede embedsmændene deres indflydelse, både ved at opkræve skatter, som staten havde større behov for, og ved at styre bygdesamfundene. Bondeeliten havde haft disse funktioner før, men frem mod sidste del af 1600-tallet var det embedsmændene, som fyldte sådanne roller.
Udviklingen mod autoritære centraliserede stater var for øvrig en generel trend i Europa på denne tid. Nogen historikere ser dette som en konsekvens af dårlige levevilkår på grund af klimaændringer, hvilket førte til, at staterne udøvede stærkere kontrol for at beskytte sine interesser, men også for at konkurrere med andre stater om knappe ressourcer. På grund af de mange krige, som Danmark-Norge deltog i under 1600-tallet, blev skatterne forøgede. Krisetilstanden var dermed påtagelig i slutningen af 1600-tallet med sort hav, sult og stor skattebyrde.
De nordlandske fiskerbønder, som flyttede ind i landet, havde heller ikke særligt gode kundskaber om jordbrug. Trods alt var de fiskere mere end bønder, dermed førte denne overgang ikke til nogen særlig forbedring af krisetilstanden. Imidlertid begyndte fiskerne på denne tid at se på andre fiskeredskaber.
Hanseforbundet havde haft stor magt i Nordeuropa i 200 år ved, at denne sammenslutning mellem storbyer i Nordtyskland kontrollerede handelen. Med krigene under 1600-tallet og ændrede geopolitiske forhold formåede hansaen ikke at positionere sig. Specielt med udviklingen mod mere moderne territoriale stater kunne de uafhængige byer ikke opretholde deres magtposition. Dette åbnede for, at andre aktører efterhånden kom ind, både i transportleddet og for handelen med den færdige fisk.

### Nye fangstredskaber
Helt op til slutningen af 1600-tallet havde håndsnøre, altså juksa, været det dominerende fiskeredskab i Nordland. Line, som bestod af et langt tov påsat en række angler med agn, var derimod et meget mere effektivt redskab, endvidere ikke så slidsomt at håndtere som juksa. Denne type af fiskeredskab havde været i brug siden midten af 1500-tallet af fremmede fiskere, som kom til Nordnorge. I Østfinnmark havde line været almindelig siden slutningen af 1600-tallet. På Sunnmøre var både line og garn almindelig i 1600-tallet. Nordlændingene derimod var stærke modstandere af line, som de mente måtte være ulovlig under lofotenfiskeriet. Både line og garn var noget som kun de færreste kunne have råd til at købe, og hvis disse redskaber blev brugt, ville de ødelægge juksafiskeriet, mente fiskeralmuen. Myndighederne holdt med nordlændingene, de ville ikke have fiskere, som kunne få problemer med at betale sine skatter. Endvidere frygtede myndighederne ufred og nævekampe i fiskeværene i forbindelse med redskabskonflikter. Uenigheden om redskaber var størst på havområder anvendt af mange fiskere, og til tider var der fiskeri med line i de store havområder i Vestlofoten, hvor konfliktniveauet var lavt.
Efter en forbedring af fiskeriet generelt i Nordland i 1740-erne, samt at markedet for salg også var godt, var der fiskere, som investerede i line, garn og større både. Nogen få fiskere på Helgeland brugte garn i begyndelsen f 1700-tallet, men først i 1750 blev garn brugt ved lofotenfiskeriet. Fra 1750-erne tiltog striden om fiskeredskaber under lofotenfiskeriet. Fiskerne var imod line og garn, fordi de mente, at skreien ville sky farvande, hvor anden fisk var fanget i garn, hang på line eller var faldet af krogene og lå rådnende på havets bund. En anden ting var, at de mente, at garn ville spærre for fiskens naturlige vandring.
I Bodø mente sognepræsten Nicolai Christian Friis, at fiskeren ville lide, hvis "nogle faa Familier i Landet kunde ved et slikt Garnfisker berige sig de faa aar Fiskeriet var ved magt". Et nyt og omfattende regelværk for regulering af fiskeredskaber på lofotenfiskeriet blev lagt frem af amtmanden for Nordlandene Joachim de Knagenhielm i 1772. Det nye regelværk forbød linefiskeri totalt. Dermed opstod der konfrontationer mellem dem, som brugte line, og dem, som var modstandere af det. Myndighederne i København var usikre på, om det virkelig var nødvendigt med et forbud og beordrede amtmanden til at kortlægge hvornår og hvor, de ulige redskaber kunne bruges. Amtmanden holdt på sit, og den nye lov, som han udfærdigede, blev nøje håndhævet af sorenskriverne. Denne konflikten er kjent som den store linesaken.
Efter to år med fejlslået lofotenfiskeri var der i 1774 mange fiskere, som trodsede forbuddet og brugte line. Dette fortsatte de næste år, men myndighederne var strenge, og i 1776 blev 145 høvedsmænd, som brugte line, straffede med høje bøder. Endvidere blev lensmanden i Vågan, som havde ledet linefiskerne, dømt til straffearbejde. Samtidig truede værejeren i Vågan, altså ejeren af rorbuene, med, at fiskere, som ikke brugte line, ville blive smidt ud af rorbuene.
Linefiskerne godtog ikke de strenge straffe, og sommeren 1776 fik to fiskere audiens hos kronprinsen i København for at fremlægge deres klage. Prinsen udviste forståelse for fiskernes ønske om at bruge line under lofotenfiskeriet, men det førte ikke til nogen større ændringer. Reglerne blev brugt på ny, amtmanden gik til sagen for at håndhæve lovene, og endnu en delegation drog til København for at klage til kronprinsen. Sagerne blev anket og verserede i retssystemet i ti år frem til 1784, da samtlige fiskere blev frikendte. Myndighederne ønskede at komme alle interesser i møde, og det blev bestemt, at line kunne bruges i Lofoten efter 4. marts hvert år, samt at fiskegarn kunne bruges i Raftsundet. For at hjælpe fattige fiskere blev det bestemt, at staten skulle give disse line. Derfor blev 18.000 angler og 670 kg hamp sendt til Bodø for at forsyne fiskeralmuen. Konflikterne fortsatte imidlertid i flere år, men en ny lov i 1816 medførte mere ordnede forhold.
Historikerne har diskuteret hvad, som var direkte og indirekte årsager til redskabskonflikten. Blandt andet har historikeren Ragnhild Høgsæt afvist, at de nye redskaber virkelig var så kostbare, men påpeget, at redskaber, som står i vandet over længere tid som line og garn, er mere udsatte for tab end juksa. Dermed bliver der omkostninger over tid ved at holde sig til disse. En anden sag, som Høgsæt trækker frem, er konflikterne, som kunne opstå med disse pladskrævende brug på afgrænsede havområder. Hvis redskaberne filtrede sig ind i hinanden, blev det udfordrende for ordensmagten at gribe ind for at opretholde ro og orden. Bandlysning, som også kunne forekomme, blev anset som et religiøst problem, som myndighederne måtte gøre alt for at undgå.
En ny lov i 1816 medførte en liberalisering, hvor line og garn blev tilladte. Med denne lov blev det nødvendigt med reguleringer for at undgå, at redskaberne filtrede sig ind i hinanden og forebygge konflikter mellem fiskerne. Lofotenhavet blev inddelt i teiger og sæt for for at adskille brugen af redskaberne. Værejerne blev udpegede til opsynsmænd.

### Nye opgangstider med klipfisk
Man regner med, at klipfisk som konserveringsmetode blev udviklet i 1500-tallet. Metoden var en nyvinding, som det tog lang tid at indføre i Norge. Metoden blev først etableret efter forsøg og mislykkede forsøg i Kristiansund i første halvdel af 1700-tallet. Produktion af klipfisk var arbejdskrævende, fisken måtte vaskes grundigt, alt blod måtte fjernes, der efter kom tørring og saltning. Fisken flækkes ved, at den efter sløying skæres op langs rygbenet for derefter at bredes ud. Saltet måtte trække ind i fiskekødet således, at såkaldt saltmodning indtraf. Tørringen skete ved. at fiskestykkerne blev lagt ud over svabjergene. Imidlertid kunne den kun ligge ude på denne måde i dagtimerne, ved nattetid ville der danne sig kondensvand. Derfor måtte al fisken indsamles og stables op hver aften, for næste morgen at blive lagt ud igen. Samme proces måtte foretages, hvis der kom regn.
Fisken, som blev brugt til klipfiskeproduktion, kom i stor udstrækning fra Lofoten. Større fartøjer drog nord over og købte fersk fisk direkte af fiskerne. Disse både medbragte også salt til at salte fisken med når den blev bragt ombord. Selve tørringen foregik ikke i Lofoten, men først og fremmest på Møre og i Salten. En samtidig beretning beskriver, at i 1807 var der 300 fartøjer fra Kristiansund, Molde, Sunnmøre og Bergen i Lofoten for at opkøbe råfisk. Det menes, at den store vækst i klipfiskeproduktion i 1790-erne fremskyndede brugen af line og garn, dette på grund af voksende efterspørgsel, og disse redskabers større effektivitet.
Den nye behandling af fisken var til fordel for lofotenfiskerne, ikke mindst ved, at der kom fiskeopkøbere således, at der opstod konkurrence om fisken og højere priser. En anden ting var, at ved klipfiskeproduktion kunne fiskerne sælge fisken så snart, den blev draget op, i stedet for at de selv måtte sørge for at hænge den til tørring og påtage sig risiko ved transport af den færdige tørfisk til Bergen.

### Fremskridt og tradition – nordlandsfiskernes tilsyneladende traditionsbinding
I 1500- og 1600-tallet udviklede alle lande, som grænsede til Nordsøen, havfiskeri på fiskebankerne. Dette gjaldt England, Skotland, Frankrig, Danmark og Nederlandene. Der blev udviklet store fiskefartøjer, som de kunne drive fiskeri med langt ude på havet, og i flere uger i træk. Norge var det eneste land, som grænsede til dette område, som ikke udviklede havfiskeri. Mange, både i samtiden og senere, kritiserede norske fiskeres enkle organisering, dårlige udbytte og modstand mod modernisering. Fiskeri med line og garn var det for eksempel kun finnmarksfiskerne, som ikke var skeptiske til. En forklaring, som blev fremført, var fiskernes iboende karaktertræk.
Havforskeren Johan Hjort skrev i sit encyklopædiske værk Norsk Havfiske, at årsagen snarere var at finde i særegne geografiske forhold: Det er "nedarvede ulikheter naturen" som er årsag til "forskjelligheter i atferd og karakter". Uden for kysten af Nordland er der store grunde og fiskebanker mellem kysten og Egga, altså kanten af kontinentalsoklen. Dermed kunne nordlandsfiskerne drive deres "kystfiske til havs". Med andre ord havde de ikke behov for at drage langt ud på åbent hav for at finde gode fiskepladser. Dermed havde de også fordelen af at se land, således at de kunne finde positionen i forhold til fjeldene, det som kaldes for med (udtales mé). Forholdene uden for Nordsølandene var sådanne, at der kun bliver mere og mere fiskerige farvande, jo længere fra land, man drager ud. Andre forhold, som Hjort lagde vægt på, var Norges spredte befolkning, at der ikke var noget stort hjemmemarked for fisk og ingen stærke kapitalejere, som kunne udvikle havfiskeri.
Nordlandsfiskerne kan også sammenlignes med vestlandsfiskere. Vestlændingene udviklede både sildefiskeriet og havfiskeri, og de var til stadighed ivrige efter at udvikle nye metoder samtidig, som de sparede og investerede for at forøge fortjenesten. Dette står i kontrast til det karikerede billede af nordlændingen, som venter på, at torsken skal komme, og når han får penge mellem fingrene, bruger han dem på wienerbrød og et silketørklæder til kæresten. Nedkvitne har undersøgt dette og mener, at årsagen kom af materielle forhold snarere end mentalitet. Han påpeger, at Bergen havde en købmandsstand, og at dette kan forklare forskellen. Disse havde kapital, og den brugte de på at udvikle fiskerierne på Vestlandet. Forholdene i nærområderne kendte de og var med til at udvikle. Nordland derimod lå alt for langt væk til, at de kunne vurdere forholdene. Endvidere sørgede de mange nordlændinge for stabil og god tilførsel af tørfisk, hvorved "marginalfortjenesten", som Nedkvitne kalder den, blev for ringe til, at købmændene ville bruge deres kapital på fiskeriet i Nordnorge. Hjort påpeger endvidere fiskernes stedbundenhed til de farvande, som de kendte og kunne håndtere, de var afhængige af kredit for at drive fiskeriet, og et de ikke havde overskud nok til at forbedre fangstredskaberne. For købmændene var det mere aktuelt at satse sin kapital på handel med fisk, trælast eller skibsfart. Disse forholde, mente Hjort, havde etableret sig allerede i hansetiden.

## Mod moderne tider

### Bådene på lofotenfiskeri
Nordlandsbådene dominerede i Lofotenhavet. Denne bådetype fandtes i flere størrelser, hvilket navnene på de forskellige både fortalte om. Enten var det antallet af årer eller antallet rom, altså antallet tværstivere i bådekonstruktionen, som fortalte om størrelsen. Således havde firroringen fire årer, seksringen seks, ottringen otte, mens fembøringen havde ti. En anden bådetype, som blev brugt, var åfjordbåten fra Trøndelag, men denne var egentlig meget lig nordlandsbåden.
Kun de største bådetyper blev brugt under lofotenfiskeriet, ottringen blev brugt ved linefiskeri og fembøringen ved garnfiskeri. I 1850- og 1860-erne blev nordlandsbådene ændret, blandt andet blev de gjort større. Den nye storfembøringen, som blev introduceret på denne tid, kunne rumme dobbelt så megen fisk som de gamle både. Den kunne være over 40 fod lang og med årer så store, at hver åre måtte håndteres af én mand, til forskel fra tidligere, hvor en mand kunne ro med et par årer. Storfembøringen gav større plads for anvendelse af fiskegarn, som mange var gået over til på dette tidspunkt. Lofotloven af 1857 havde givet større konkurrence mellem fiskerne, og med større både kunne de drage længere ud til de vejrbelastede fiskefelter i Vest-Lofoten. En anden nyvinding fra 1860- og 1870-erne var den såkaldte løftingen, som var en aftagelig overbygning til brug bagest i båden som læ under overfarten til og fra fangstfelterne.
I 1870- og 1880-erne blev en ny bådetype introduceret i Lofoten og Vesterålen, nemlig listerbåden, også kaldet hardangerbåd. Denne bådetype var en kombination af traditionelle lette brugsbåde fra Hardanger og tungere fartøjer længere mod øst. "Ved offentlig Foranstaltning" var en bådebygger nordfra blevet sendt syd over til bådebyggere der for at lære at bygge bådetypen, men flere både blev også solgt af fiskere syd fra til nordlandsfiskere. Listerbådene havde skråstillet, trekantet skråsejl. Båden kunne lettere krydses op mod vinden, og den kunne tage en større last. Senere, i løbet af 1880-erne, blev listerbådene udviklede yderligere for at give bedre sejlegenskaber i smalle sunde med vind og modstrøm.
Det tog lang tid, før fiskerne i nogen større udstrækning gik over fra nordlandsbåd til listerbåd. Delvis kom det af dårlige stedlige havneforhold, som ikke egnede sig for en stor dybtgående båd. Endvidere krævede det tid at lære sig at bruge de nye både, og ligeledes spillede det ind, at de var dyrere end de traditionelle nordlandsbåde.
Omkring midten af 1800-tallet mente mange, at nordlandsbåden var årsag til mange forlis. Listerbåde med skråsejl mente mange var en tryggere bådetype. I moderne tid har man ment, at statistikken over ulykker den gang blev tolket forkert. Selv om dødstallene var meget høje, gælder dette ikke dødeligheden set i forhold til, at antallet af deltagere var højere end i andre dele af landet. Historikeren Mariann Mathisen mener, at nordlændingene holdt sig længe til nordlandsbåd med råsejl fordi den havde visse fordele i forhold til sikkerhed. Blandt andet ville nordlandsbåden flyde op ved kuldsejling, en egenskab som listerbåden ikke havde, blandt andet fordi at sten brugt til ballast i en nordlandsbåd ville falle ud af båden, hvis den kuldsejlede. Mange fiskere kunne derfor redde sig ved at klamre sig fast til den væltede båd. Alene i 1887 kunne 129 fiskere redde sig på denne måde.
Ved overgangen til 1900-tallet tog en ny bådetype mere og mere over i forhold til såvel listerbådene som nordlandsbådene, idet der fremkom større kravelbyggede fartøjer, hvor bordene var lagt kant i kant. Dette i modsætning til de traditionelle klinkbyggede både, hvor bordene var lagt delvis hen over hinanden og fæstede med nagler. De nye både, som blev kaldt skøjter, var til at begynde med for kostbar, stor og tung for de fleste fiskere i Nordnorge. Af denne grund blev der udviklet en mindre bådetype, som blev kaldt sjark. Denne var en blanding mellem de norske skøjter og de engelske kuttere, blot meget mindre. Længden var typisk mellem 24 og 30 fod, en størrelse som passede for én eller to fiskere.
Dampbåde blev introducerede på Lofotenhavet i slutningen af 1800-tallet, efter at de til at begynde med havde været testet ude på fiskebankerne ud for Nordlandskysten. Sådanne skibe kunne kun de kapitalstærkeste ejere drive.

### Opblomstring af handelssteder
Samtidig med, at produktion af klipfisk og opkøb af torsk for dette startede for fuld kraft, skete der en opblomstring af gæstgiverier i Nordland. Dette var handelshuse, som fik kongelig bevilling til at tilbyde udskænkning, madservering, overnatning og salg. Typiske salgsartikler var klæder, tobak og fiskeredskaber. Dette blev en lokal handelsstand med stor økonomisk magt, deraf betegnelserne nessekonger og væreiere om gæstgiverne. Handelshusene opstod i slutningen af 1700-tallet og voksede siden begyndelsen af 1800-tallet.
Baggrunden for etableringen af handelshusene var, at myndighederne så med uro på den ukontrollerede brændevinsomsætning under lofotenfiskeriet, markeder og kirkesteder. Man regnede med, at etablerede gæstgiverier ville føre til en mere kontrolleret omsætning. Amtmand Knagenhielm var en af initiativtagerne til denne virksomhed. Allerede i 1774 var det etableret 22 gæstgiverier i Nordland amt. På denne tid registrerede myndighederne en anden positiv virkning af gæstgivernes virksomhed: Nytten med bondehandelen som gæstgiverne fik i stand. Historikeren Nils A. Ytreberg mente, at myndighederne på denne tid gik ind for en politik, hvor der blev skabt en privilegeret handelsstand nordpå. I 1800 fandtes der hele 37 gæstgivere på Helgeland, 40 i Salten og 60 i Lofoten og Vesterålen.
Handelshusene havde forskellige specialiseringer, men fælles for alle var, at fiskehandel var grundlaget for deres eksistens. I Lofoten fik de også indtægter fra udleje af land, rorbuer og hjellpladser (hjell betegnet et stillads, normalt af træ, til udendørs tørring af usaltet fisk) til lofotenfiskerne. Mange solgte udstyr til fiskebådene. Handelshuse lå placerede langs kysten, som fiskerne drog til og fra Lofoten. Der fik fiskerne blandt andet lejede husly for natten. Flere drev salg af tømmer og andre varer fra indlandsbygderne, eller ryper og smør fra svenske grænsebygder. Nogen drev også landbrug ved siden af.
De lokale handelshuse fik stor økonomisk magt. De havde en vis gæld til Bergenkøbmændene, men dette var mere at regne som en kortvarig driftskredit. Købmændene var ligeværdige handelspartnere med Bergenkøbmændene og handelshusene i Trondheim. I reglen havde handelshusene både stor egenkapital og formue, og overskuddet voksede i løbet af 1800-tallet.
Nordlandsfiskerne havde ikke længere bundløs gæld til Bergenkøbmændene. Handelshusene i Bergen ville på denne tid heller ikke drive handel med hvem som helst, men foretrak dem som var mere økonomisk selvstændige. Fiskeralmuen fik derimod kredit for sine varekøb hos den lokale købmand. De lokale købmænd havde fordelen af at kende deres distrikt og sine klienter, dermed kunne en forgældet fisker få kredit, hvis han blev vurderet til at være driftig på havet. Tilbagebetaling i naturalier eller arbejde var også almindelig. En anden mulighed, som de lokale købmænd tog mere og mere i brug, var at tage pant i fiskernes ejendele. I ekstreme tilfælde blev der taget pant i "ethvert Aars Vinteravling", altså al fremtidig indtægt fra lofotenfiskeriet.
Samtidig, som de lokale handelshuse på grund af deres lokalkundskaber havde endnu større magt over fiskeralmuen end købmændene i Bergen, var der nuancer i dette. Det var tilfælde, hvor købmændene gav hjælp i vanskelige tider og var omsorgsfulde. Faktisk var dette lovfæstet ved, at privilegiebrevene udtrykkeligt formulerede købmandens pligt til at forsyne almuen med nødvendighedsvarer. Der var også eksempler på købmænd, som betalte til fattigomsorgen, skaffede folk arbejde, sørgede for uddannelse for begavede unge, støttede kirkebygning og præsteløn. Dokumentation viser, at handelshuse gik konkurs og skiftede ejere således, at balancegangen mellem de paternalistiske pligter og økonomisk gevinst næppe var enkel.

### Jektefarten går mod afslutningen
"Det er næsten den halve rejse til Spanien og ubetinget den farligste og besværligste del. Langs en kyst, hvor vinden på selvsamme dag kan blæse fra stik modsatte retninger, og som på grund af de mange klipper er kendt som en af de farligste på hele jordoverfladen."

Leopold von Buchs beskrivelse av jektefarten i 1807
Da Napoleonskrigene rasede, blev jektefarten fra 1807 udsat for en ny fare, nemlig engelske kaprere. Stadig flere jekter blev taget af englænderne. Til sæsonens første bergenstur i 1808 kom bare lidt over tyve jekter frem, mens på efterårsturen, da fiskerne havde tørfisken med sig, var det kun én som nåede Bergen. I årene før Napoleonskrigene kom der 70–80 jekter frem på første tur og til efterårsmarkedet 90–100. Kapringen var så effektiv, at handelsforbindelsen med Bergen i praksis var afbrudt. Dette førte til, at de lokale købmænd i Nordnorge kom ind mellem bergenkøbmændene og fiskerbønderne. De lokale købmænd havde egne varer til salgs, endvidere kapital til at drive jektefart. På grund af dette gik bygdefarordningen gradvis i opløsning i løbet af 1800-tallet.
På denne tid var der også nye fartøjer, som begyndte at gøre sig gældende i jektefarten som jakter, slupper og galeaser. Disse fartøjer var ejede af købmænd lokalt i Nordnorge, men også af byborgere i Trondheim, Bergen, Ålesund og Kristiansund. Indførelsen af en tørriskpresse for at komprimere fisken førte til, at andre bådetyper, som ikke var så brede som jekterne, med fordel kunne bruges. Det var også kræfter i embedsstanden, som arbejdede for at gøre en ende på bergenkøbmændenes gamle monopol på nordlandshandelen.

### Nordlandskommissionen
Flere embedsmænd havde i slutningen af 1700-tallet engageret sig for at få anlagt en købstad i Nordlandene. Amtmand Christian Torberg Hegge kom i 1798 med et forslag til regeringen om en købstad i Bodø. Regeringen udnævnte videnskabsmanden Jens Rathke til at lede en kommission for at udrede spørgsmålet. Rathke rejste rundt i Nordnorge i årene 1800 til 1802 for at se på problemerne med handelen og mulige ændringer. Rathke, Hegge og præsten Mathias Bonsach Krogh arbejdede de følgende år med udredninger for at forbedre forholdene. Kommissionen mente, at det var nødvendig med en købstad med ret til direkte handel med udlandet. Komiteen fremlagde sin rapport til Finanskommissionen i 1804, hvori de påpegede problemerne med Bergens dominerende stilling indenfor handelen med fisk. Videre udtalte de sig om nordlændingenes "evige gæld" til købmændene, ulemperne ved at de selv førte fisken til Bergen og returnerede med nødvendighedsvarer. Bodø, mente de, ville være et egnet sted for en sådan købstad. I Bergen protesterede købmændene til kongen, idet de mente, at en omlægning af handelen ville være meget skadelig for byen.
Efter Napoleonskrigene var landet i en økonomisk meget vanskelig situation. Ud over, at krigene havde medført blokader, som igen havde ført til hunger og nød, havde de også ramt udenrigshandelen og dermed mulighederne for at købe varer fra udlandet. På denne tid var trælast og fisk næsten enerådende eksportartikler fra Norge, dermed gjaldt det at få disse næringer på fode efter flere års lav produktion. Tørfisk blev næsten kun produceret i Norge, og efter freden gjaldt det om at få folk i Nordeuropa og Italien interesserede igen, efter som ikke havde spist dette i flere år. Stortinget mente, at specielt lofotenfisket skulle bringes på fode igen og at kapaciteten udvides.
Lofotenfiskeriet var i top lige før Napoleonskrigene, men selv da krigen var ovre, kom fiskeriet ikke i gænge før i årene 1825–1829, da det nåede samme niveau som før krigen. I årene 1811–1816 gav lofotenfiskeriet de svageste resultater, hvilket blet tilskrevet dårligt udstyr på grund af vanskeligheder med at få erstattet det, som blev nedslidt. Myndighederne havde stor interesse for at få øget udbyttet af lofotenfiskeriet, både for handelen med udlandet og for forsyningssituationen for Nordnorge. Commitéen for det Indre udtalte i 1815, at landet ikke havde nogen anden kilde til handelsbalance end fiskerierne, de "er og vil forhaabentlig stedse forblive Norges viktigste Guldgrube".
Commitéen for det Indre mente, at fiskerierne måtte effektiviseres og at havgående fartøjer var nødvendige. At fiskeriet blev drevet af fiskerbønder var heller ikke gunstig: "Ved Søekysterne er det ofte uvist om Landmanden er Jordbruger eller Fisker; som oftest er han begge Dele slet". Lofotloven af 1816 forudsatte, at fiskeredskaberne under lofotenfiskeriet skulle bruges så effektivt som muligt med brug af line og juksa om dagen, og line og garn om natten. Line og garn skulle trækkes ind om morgenen og line brugt på dagtid skulle trækkes ind om eftermiddagen for at give plads for garn. Loven forudsatte, at garn ikke skulle bruges før lofotenfiskeriet var kommet i gang. Havet blev også inddelt i redskabsstrækninger for at undgå konflikter mellem forskellige brug. En anden ny ordning var et opsyn valgt af fiskerne selv. Endvidere skulle der være et overopsyn for hvert fiskevær. Overopsyn skulle forestås af værejerne.
Ikke blot skulle Lofotloven af 1816 regulere fisket ude på havet, men også tilgangen for fiskerne. Tidligere havde det været enhver fiskers ret at få en ledig rorbu og fiskehjell, men den nye lov fastsatte, at brugsretterne fulgte rorbuene. Fiskeværene gik fra at være offentlig ejendom til at blive private. Rathke satte lønsomhed og samfundsøkonomien højest i sine vurderinger vedrørende omsætningen af fisken, mens embedsfolk fra landsdelen mest tænkte på de sociale forhold for fiskeralmuen.
I 1813 blev ordningen med byprivilegier ændret således, at der kom en ende på loven, som forbød en klient at skifte købmand selv om gælden ikke var gjort op med den gamle. En anden ordning, som blev indført, var, at gæld på unødvendige varer kunne blive kendt ugyldige. For eksempel kunne bergenkøbmændene vurdere, at varer som kandissukker, kaffe, laurbærblade og vadmelstof var luksusartikler. Dermed kunne en fiskerbonde, som fra tidligere havde megen gæld, blive nægtet at købe disse varer.
Nordlandskommissionen gik så langt som til at foreslå en gældsopgørelse for at frigøre nordlandsbønderne fra sine respektive købmænd i Bergen. Diskussionerne og videre udvikling i sagen stoppede, da unionen mellem Danmark og Norge blev opløst i 1814, men taget op igen i 1816 af det norske Storting. Resultatet blev, at Stortinget besluttede, at Bodø skulle oprettes som købstad.
Den nye købstad i Nordlandene blev ingen umiddelbar succes. Den truede ikke Bergens eksistens. På grund af Napoleonskrigene havde inflation sørget for at redusere nordlandsgælden, og nordlændingene drog til Bergen med deres jekter som før. Historikerne har påpeget, at til trods for, at meget blev som før også efter, at Bodø var etableret som købstad, var dette spiren til forandringer på længere sigt. Rodfaste adfærdsmønstre var vanskelige at ændre, men samfundets elite erfarede, at ændringer var mulige.

### Lønsomheden i lofotenfiskeriet i 1800-tallet
I løbet af 1800-tallet blev lønsomheden i lofotenfisket diskuteret. Lars Stabell, amtmanden for Nordland, udtalte sig således i 1836: "nu absolutt maae til vinterfisket [for] at drage fra havets dyp dets rigdomme, hvis velsignelse dog ei synderlig er at opdage spor etter hos de søgende". Lønsomheden varierede, men i et normalår som 1880 var bruttoværdien af lotten 208 kroner. Med en sådan indtægt beregnede opsynslederen for Lofoten, at husholdningerne havde 50 kroner tilbage efter, at alle udgifter var betalte, hvilket ikke var mere end ti kroner højere end en dreng fik betalt for samme tidsrum. Beregningen af dette overskud er blevet kritiseret af historikere, som for eksempel påpeger, at nogen af husholdningernes udgiftposter er produkter, som bønderne selv havde fremstillet.
Årsagerne til reducerede indtægter fra lofotenfiskeriet var flere. Generel økonomisk krise og nedgang i slutningen af 1800-tallet spillede ind. Dette kunne kompenseres ved, at flere fiskere fra hver husholdning deltog. Stor befolkningsstigning i Nordland kan også have været en faktor. Med flere fiskere blev det mindre fangst pr. deltager, altså var det blevet for mange fiskere, som deltog i lofotenfiskeriet. Lofotenhavet blev for lille, når mange fiskere skulle kæmpe om pladsen, hvilket også gav sig udslag i slitage og tab af redskaber.
I en stadig mere pengebaseret økonomi havde fiskerbønderne behov for kontanter, ikke mindst for at købe basisvarer, som de ikke selv kunne producere. En anden ting var skatter og afgifter, som de blev pålagt at betale med penge. Lofotenfiskeriet var derfor den vigtigste pengeindkomst for at få husholdningen til at nå i balance. Det var også en fornuftig brug af arbejdskraften, at karene drog til Lofoten på en tid af året, hvor det ellers var muligt for kvinder, barn og ældre at håndtere alt gårdarbejde. Distriktslægen i Steigen udtalte i slutningen af 1800-tallet, at kvindfolkene kunne holde mændene hjemme helt til de vidste, om lofotenfiskeriet blev så godt, at det ville give udbytte. En gårdkone svarede herpå: "[N]år Nytaar er over, er der hverken Nytte eller Opbyggels' ved Mandfolkene, de har ikke Ro til nogen ting, bare ræker ud og ind i Dørene, saa de kan ligesaa godt være borte."
Et andet forhold er, at lofotenfiskeriet var kulturelt og socialt vigtigt. For bondefiskerne lå arbejdsidentiteten i lofotenfiskeriet og andre sæsonfiskerier. Endvidere var der ikke kun slid, men livlig aktivitet i fiskeværene. Karene traf nye mennesker, fik nyheder, kunne gå på café og meget andet. Kulturgeografen Amund Helland beskriver dette således i 1908:
"Naar Lofotfisket begynder, men særlig mod slutningen af marts, da pengen kommer ind, møder der frem til fiskeværene alle mulige slags handelsmænd. Der handles da overalt, i land som paa sjø, i rorbruer og kramboder, i telte og skur. Dampskibene bringer kasser, fyldte med bekledningsgjendstande, tøier og luksusgjenstande, der pakkes ud og fremstilles til beskuelse. Kræmmerne roser sine varer, mens de uafbrudt tramper med benen for kulden. Stilferdige boghandlere gaar fra hytte til hytte med sine grønne blikskrin; urmagere, skomagere og andre gjør gode forretninger, talrike fotografer ′tar af′, musikanter blæser i sine messinghorn osv. Der sørges ogsaa for aandelig føde af profeter og hjemmelavede præster, emmisærer baade for den indre og ydre mission, agenter for forskjellige dissentersamfund osv. Paa boder hænger skilter med paaskrift: Her sælges varm og kold mad, melk, kaffe, brus. Det kan hende at brave folk, paa hvis diskretion man kan stole, kan faa mer, end der staar paa skiltet."

### Opposition mod værejerne
Værejerne i Lofoten udvidede deres virksomhed, og med de nye reguleringer fra myndighedernes side fik de efterhånden ejerskab til rorbuerne og fiskehjellene således, at disse gav dem store indtægter. Desuden blev de opsynsmænd for fiskeriet ude på havet fra begyndelsen af 1800-tallet.
Tilstanden på faciliteterne, som de lejede ud, blev anset som langt fra tilfredsstillende, men værejerne kunne alligevel tage den pris, de selv ville. Fiskerikomitéen beskrev i 1827 tilstanden således: "usle Bræddehytter, hvorigjennem Snee, Storm og Slud har frie Adgang". Endvidere var fiskehjellene heller ikke i særlig god stand. Dette blev anset som et problem, som blot voksede i takt med værejernes overtagelse af rorbuer, men tidens liberalistiske politiske holdning var ikke sådan, at staten skulle besidde landejendomme. Alligevel (eller måske netop derfor) fremkom der krav til standarden for det, som blev tilbudt fiskerne. Der blev fastsat en pris for rorbuudleje, samt at opsynsmænd skulle tilse, at rorbuerne blev vedligeholdte. Hvis de blev overfyldte, skulle lejen reduceres. Til trods for dette blev forholdene ikke meget bedre i årene, som fulgte, i sidste ende var det udbud og efterspørgsel som afgjorde forholdene.
Magten, som værejerne i Lofoten havde fået fra begyndelsen af 1800-tallet, mindede om tidlige tiders privilegier. Der opstod en opposition mod dette system, skønt det generelt i samfundet var nye demokratiske og liberale ideer, som gjorde sig gældende. Et yderligere problem opstod for nye og yngre fiskere, som havde vanskeligheder med at hævde sig, når adgangen til gode fiskepladser var forbeholdt dem med mange sæsoner bag sig. Antallet af fiskere voksede i løbet af 1800-tallet, hvorved disse problemer blev så store, at Stortinget i 1857 vedtog Lofotloven, eller den såkaldte friloven. Et resultat af denne blev frit fiskeri og et offentlig lofotoppsyn med politimyndighed. Efter dette skulle værejerne ikke længere kontrollere fiskeriet. Det blev også enden på tilgang til fiskeri relateret til rorbuleje. Andre forbedringer var kontrol med brændevinssalget, kontrol med fiskeopkøbet og tilsyn med rorbuudlejning. Stortingsrepræsentant Ketil Motzfeldt var drivkraften bag den nye lov, specielt mente han, at en effektiv politimyndighed under lofotenfiskeriet kun kunne håndhæves uden havdeling.
Fra 1870-erne og frem til århundredeskiftet var der en generel økonomisk nedgang i hele Norge. Større international konkurrence og faldende priser førte til reduceret eksport. Desuden svigtede også flere norske fiskerier, i sidste del af århundredet svigtede også lofotenfiskeriet. Dette fik betydning for de traditionelle lokale handelshuse, og deres virksomhed lakkede mod enden. Endnu et ugunstigt udviklingstræk for dem var udskillelsen af transport og handel. Dermed var transporten af fiskeprodukter ovre for købmændenes del. Flere handelshuse kom dermed til at ligge i randområder uden for dem, hvor tidens nye transportårer gik. Ved en ny lov i 1868 blev handelen liberaliseret, hvilket førte til mange nyetableringer af handelshuse og større konkurrence. Handelshusene på småstæderne forsvandt, mens nye byer og steder som Sandnessjøen, Mo i Rana, Ørnes, Svolvær og Sortland tog over.
En virkning af den nye Lofotenlov af 1857 var, at der blev ført nøje statistik og udgivet årlige beretninger. Fiskefangster, antal deltagere, brugsarter i de forskellige fiskevær, vejrforhold og en række andre forhold blev dokumenterede. Ud fra disse data vides, at der i 1860 deltog 24.000 fiskere. Der var en nedgang i løbet af 1870-erne, men en ny stigning indtraf henimod slutningen af 1800-tallet. I topåret 1895 deltog hele 32.600 fiskere.
I 1800-tallet var deltagelsen i lofotenfiskeriet størst, da folk fra store dele af den norske kyst deltog, selv om der var flest nordlændinge. Flertallet af nordlændingene i den arbejdsaktive alder drog til Lofoten frem til slutningen af århundredet. Frem til 1880 kom tre fjerdedele af fiskerne fra Nordlands amt.

### Trollfjordslaget
Med så mange fiskere, som der deltog i slutningen af 1800-tallet, opstod igen uorden og konflikter, ikke mindst på grund af nye garntyper og et vist indslag af større dampdrevne fiskebåde. Fiskebrug, som filtrede sig sammen, blev en daglig hændelse, og i værste fald kappede fiskerne andres brug for at kunne trække sit eget op. Konfrontationer mellem fiskere med traditionelle både og dampskibe med rige ejere blev også almindelige. Det, som er blevet kendt som Trollfjordslaget i 1890, indtraf på baggrund af dette, idet dampskibe med deres not spærrede skreien inde i Trollfjorden. Lige efter dette sendte fiskerne den 11. marts 1890 et telegram til Stortinget, hvori de udtrykte, hvad de mente om denne spærring: "i alle Dele uforsvalig, ulovlig, og tillater os at bede om Stortingets Behandling heraf Snarest foretages og Forbud derimot sættes, samt midlertidig Meddelse derom os tilsendt". Dette telegram var underskrevet "To Tusinde Linefiskere".
Efter Trollfjordslaget blev der afholdt massemøder og der skete en politisk mobilisering, som førte til, at notredskaber blev forbudt i 1893. En ny lofotlov trådte i kraft i 1897 som følge af, at man i mellemtiden var kommet til den erkendelse, at den tidligere frilov ikke fungerede. Den nye lofotenlov var blevet nøje forberedt med "opinionsundersøgelser" og deltagelse fra mange parter.
Med loven af 1897 blev der igen indført inddeling af sektorer for garnbrug og line. Det nye i denne lov var indførelsen af medvirkning af fiskerne selv, en ordning som specielt stortingsrepræsentanten Sivert Nielsen havde arbejdet for helt siden 1865. Valgte repræsentanter blandt fiskerne skulle komme til enighed om hvordan, fiskeriet skulle udøves. Myndighederne indførte dette system i håb om, at regler, som fiskerne selv var kommet frem til, ville blive lettere at respektere. Dette system har fungeret helt op til nutiden. Samfundsforskere fra andre lande har udvist interesse for dette system for at implementere lignende lovgivning i egne fiskerier.
"Der pløyer de forbi alle båtene der bak, de rykker nærmere. De er snart forbi. «Kobben» også. Dette er storkarer til hest. Båtfiskeren er trellen, som må dra si eia vogn. Han må ro, ro, ro og slite så blodsmaken står i munnen, men enda kommer han for seint. Storkaren kan sitte i ei kahytt med sofa og ete god mat, og enda kommer han først."

Johan Bojer i Den siste viking
Nogen historikere har ment, at Trollfjordslaget og lignende oprør tidligere og ved overgangen til 1900-tallet er eksempler på luddisme, Det vil sige, at arbejdere og lavere samfundsklasser går til oprør mod teknologiske nyvindinger, som de føler truer deres indtægt og arbejdspladser. Dette hævder mange samfundsøkonomer er bagstræberisk, fordi teknologiudvikling altid vil føre til positive samfundsændringer. Alligevel var kampen om arbejde og udkomme på denne tid vanskelig, og de, som tabte i konkurrencen, fik ringe eller ingen hjælp fra det offentlige.
Historikere har påpeget, at de store masser af fiskere, som drev fiskeri med traditionelle både og fiskeredskaber, ikke egentlig var modstandere af nye moderne skibe og brug, men at det, de frygtede, var tabte indtægter. De frygtede en udvikling, hvor de selv blev lønsmodtagere på store fiskebåde ejede af rige storredere.

### Konflikten med doryfiskerne
Efter Trollfjordslaget i 1890 holdt de dampdrevne fiskebåde sig væk fra lofotenfiskeriet til 1903. På grund af dårligt fiskeri andre steder søgte nogen få af dem ind på Lofotenhavet. På denne tid deltog også skøjter med sejl. Antallet af store dampdrevne fartøjer voksede meget, og i 1908 deltog 65 dampskibe, 87 motorbåde og 892 større og mindre skøjter og både med dæk. Disse nye deltagere drev linefiskeri med såkaldte doryer, en type små hjælpebåde med plads til to mand. Disse doryer udsatte linerne ved at lade sig drive med vind og strøm. Dermed gik linerne på kryds og tværs på havet. Fiskerne med åttringer havde altid samarbejdet om udsætningen således, at linerne gik i samme retning for at undgå problemer. Når linerne, som gik på kryds og tværs, skulle trækkes ind igen, opstod der konflikter og skuffelser.
Dampskibene og andre større fiskebåde havde fordele ved, at de kunne ud på fiskefelterne, når andre både måtte ligge i havn. De kunne også komme hurtigere ud på havet, hvilket førte til en bitter konkurrence om at komme hurtigst ud på feltet for at trække linerne. Når så linerne var filtret ind i hinanden, endte det med, at nogen overskar andres liner. I "racerkampen" skete der det, at doryfiskere holdt sig klar med en kniv i munden til overskære linerne, hvis nogen trak i dem fra en anden kant.
Striden blev meget omtalt i pressen på denne tid. Biskoppen i Hålogaland, Wilhelm Bøckman, klandrede fiskerne for "tiltagende rovdrift paa havet og hensynsløs færd mot medbrødres eigedom". Der blev indført en praksis med havdeling, hvor ikke blot redskaber, men også bådetype skulle lægges til grund. Dette var lidet effektivt med tunge bureaukratiske processer, som skulle følges. Konflikten dæmpede sig, da doryerne blev mindre almindelige, fordi dampskibe og motorbåde blev såkaldte sjøldragere, det vil sige, at disse både fik motordrevne spil, som gjorde dette muligt at udsætte og inddrage liner fra hovedfartøjet. Et andet forhold, som dæmpede konflikten, var, at de større dampskibe fandt det mere lønsomt at deltage i stor- og vårsildefiskeriet på Vestlandet.

### Videnskabelige studier af lofotenfiskeri og folkelige opfattelser af regulering
Zoologen og havforskeren G.O. Sars udførte de første videnskabelige undersøgelser i Lofoten i årene 1864–1870. Han opdaget blandt andet, at torskerognen flød i havet og ikke blev lagt på havbunden, at klima spiller en rolle for gydningen og at torsken er del af et større økosystem. Fiskerne havde ment, at vejret spillede ind på skreiens opførsel, hvilket han støttede dem i. Endvidere kunne han støtte fiskernes opfattelse, at skreien kom nord fra, og ikke holdt til på fiskebankene, som andre mente. Til hjælp for de metodiske undersøgelser blev Lofotenopsynet givet opgaven at kortlægge fiskestimer, temperatur og strømforhold.
I forbindelse med friloven kom fiskerne med krav om, at garn ikke måtte bruges under skreigydningen. De mente, at skreien måtte få anledning til at starte gydningen uforstyrret. Sars støttede dette krav, selv om han ikke kunne begrunde støtten med forskning. Historikeren Magne Eriksen har ment, at frygt for overfiskeri lå bag modstanden mod anvendelse af not i Lofoten. Not, mente fiskerne, ville reducere skreibestanden stærkt, skræmme skreien væk fra Lofoten, fisken ville blive skadet på grund af trykændringer og at død torsk på havbunden ville forpeste farvandene.
Efter Trollfjordslaget udsendte myndighederne et spørgeskema til lofotenfiskerne for blandt andet at få deres syn på brug af not. Her svarede 10 % af de 231, som var imod not, at årsagen var "frykt for Fiskens Forjagelse fra Fiskepladsen".
I 1879 blev Selskapet for de Norske Fiskeriers Fremme stiftet. De, som stod bag, var folk fra fiskerierne, embedsfolk og politikere, som ville udvikle og markedsføre fiskerierne. Inden 1895 var der stiftet 17 lokale afdelinger og totalt var der 890 medlemmer i Nordland. I Bodø stiftede lokalafdelingen Bodø Fiskerimuseum i 1888. I 1890-erne støttede foreningen forsøgsfiskeri på bankene ud for Nordlandskysten, og i 1892 blev landets første fiskeriskole åbnet i Bodø. Specielt blev der gjort en indsats for at udvikle konserveringmetoder af fisk som røgning, frysning og hermetisering.

### Farerne på havet
"Jeg kan også fortelle dig at jeg lever og befinder mig af guds store nåde vel og bra til dato [...] Ja du kan tro at her blir det mange som må lide for denne vinterens skyld. Tænk her er mange som er bleven forsvarsløse i denne vinter. Du kan tro at her er over to hundrede mand i Lofoten som er gået. I Værø blev der borte, den 25/1 38 mand. Deriblant gik Ole Søvik, som Albert i Skar var med, der blev altså hans Amerikatur. Han fandt sin grav i de kolde bølger. Der blev i Værø 10 enker bare på en gård, nemlig nordlandet."

Edvald Larsen fra Nesna i et brev fra 1893
En af de værste ulykker i moderne tid var Lofotenstormen i 1849, da indtil 500 fiskere skal være omkommet på en dag, men tabstallet er usikkert. Lofoten-stormen 1868 den 31. marts skal have krævet 109 menneskeliv, og endnu en storm den 25. januar 1893 krævede 119 liv.
Flertallet af dem, som omkom på havet i Nordland, var deltagere på lofotenfiskeriet og andre skreifiskerier. De sidste 40 år af 1800-tallet omkom 960 på lofotenfiskeri eller på rejse fra eller til. Sådanne hændelser blev til alvorlige familietragedier, når flere brødre og familieforsørgere omkom. Til trods for dette var tab af liv på Lofotenhavet ikke et tema i den offentlige debat. Med den mere liberalistiske Lofotloven af 1857 var der også en ende på, at Lofotenopsynet skulle afgøre om vejret var for dårligt til at signalet om utror skulle gives, det blev dermed op til fiskerne selv at afgøre vejrforhold og risiko.
Myndighederne begyndte imidlertid at interessere sig for den store dødeligheden i fiskerierne meget takket være samfundsforskeren Eilert Sundt. Han udgav en bog i 1855 med titlen Om dødeligheten, hvori han påviste, at dødeligheden i Norge, og specielt Nordnorge, var usædvanlig høj sammenlignet med andre europæiske lande. Sund foreslog svømmeundervisning, søforklaring, straf for ansvarlige, hjælpeforeninger og flere andre tiltag. Kun lidt af dette blev gennemført, men efter at Lofotenopsynet blev etableret i 1859, blev forlis registrerede. Senere begyndte man også at se på årsager til forlis og debattere, hvordan ulykker kunne undgås.
Forholdene blev gradvis bedre. Mindre skader var der alligevel mange af blandt fiskerne under det hektiske lofotenfiskeri. Fiskerilægerne angav i deres statistikker fra 1914 blandt andet 680 tilfælde af smerte i fingre og senebetændelser, 218 benbrud og seneskader, 9 forbrændinger og forfrysninger, 143 øre- og øjesygdomme, 715 tandudtrækninger, 832 epidemiske sygdomme, tilsammen 3502 behandlinger, samt 482 personer med veneriske sygdomme. Sanitære forhold blev også gradvis bedre. Efter 1. verdenskrig blev der i fiskerhjemmet i Røst endog bygget egen badstue, som den første i Lofoten.

### Industriel stordrift eller en reguleret kystfiskeflåde?
En diskussion, som begyndte i 1900-tallet, var modernisering og effektivisering af fiskeriet generelt. Dette til trods for tegn til mere professionalisering af fiskerierne. Fiskerikonsulent Jens Dahl mente, at man måtte tage moderne udstyr og fiskefartøjer i brug, "Ellers kan vi ikke følge med i Tiden og med nogen Udsigt til Held deltage i Nordsjøfisket og Verdenskonkurrencen paa Ferskfiskmarkederne".
Adolf Arctander, som havde grundlagt Lofotens og Vesterålens folkehøjskole, omtalte norske fiskerier således i 1900: "en forsømt og stagnerende fattigmandsnæringsvei". Hans mening var, at kombinationen af gårdbrug og fiskeri hæmmede udviklingen af begge næringer. Blandt andet henviste han til, at en fisker i Norge kun havde en årsindtægt på 400 kroner, mens fiskere i landene omkring Nordsøen tjente 1000 kroner. Desuden påpegede han, at tørfisken og klipfisk fra Norge havde fået stadig større konkurrence fra udenlandske fiskerier, som kunne tilbyde fersk fisk nedlagt i is. Arctander mente også, at norsk fisk mødte konkurrence på hjemmemarkedet fra danske fiskere.
Arctander blev senere stortingsmand og argumenterede for, at fiskeri på havet og fiskebankerne var "den største Fremtidsopgave for Nordland". De "gamle konservative Lofotfiskere" tog fejl, når de påstod, at fiskeri på bankene med dampskibe ville skade kystfiskeriet og overbeskatte fiskestammerne. Han mente imidlertid, at der også ville være plads til lofotenfiskere og andre kystfiskere, da fiskeri med store dampskibe ikke ville overudnytte fiskeressourcerne.
Efter Trollfjordslaget og indførelsen af Lofotloven af 1897 havde stortingspolitikerne institutionaliseret, at lofotenfiskeriet var for fiskerbønderne. Lofotloven var også udformet således, at myndighed blev overført til lokale fiskeriudvalg. Stortinget havde nedlagt forbud mod brug af snurrenot, synkenot, slæbenot og trawl på Lofotenhavet, mens fageksperterne var uenige i den restriktive linje. Biologen Knut Dahl og fiskeridirektør Johan Hjort kritiserede myndighederne for at give efter for et folkeligt pres. Snere har økonomiske historikere ment, at reguleringerne var unødvendigt omfattende, og at sildefiskeriets friere lovregulering fungerede bedre.
Imidlertid var den store tilstrømning af fiskere på et begrænset havområde en udfordring. Der fandtes allerede effektive fiskemetoder, så det er ikke givet, at notfiskeri fra havgående skibe ville have gjort lofotenfiskeriet mere effektivt. Fangsten pr. fisker måtte blive ringe med mange deltagere, og politisk var det umuligt at lægge begrænsninger på fiskeralmuens deltagelse.
Partiet Venstre, som i den første del af 1900-tallet var et ledende parti i Norge, havde som overordnet politisk mål, at næringsvirksomheden skulle være lokal og i acceptable sociale rammer. Modernisering måtte godt ske, men helst således at lokale kræfter fik kontrol med udviklingen. Andre eksempler på dette er Konsessionslovene og reguleringen af vandkraftudbygningen på samme tid.
Fiskernes modstand mod en udvikling i retning af industrielt fiskeri var i sidste instans begrundet ved, at de ikke ønskede at blive lønmodtagere for kapitalstærke redere. Fiskerne foretrak modernisering og ændringer, som passet ind i deres liv som fiskerbønder. Motorisering af bådene skete derfor hurtigt.

### Motorisering af fiskeriflåden og økonomiske udfordringer
I begyndelsen af 1900-tallet kom der deltagere til lofotenfiskeriet fra Bergen i syd til Finnmark i nord. Fiskerne fra Nordland og Sør-Troms var i flertal. Mellem 1860 til 1910 var det sjældent mere end 100 fiskere fra Finnmark på lofotenfiskeri, mens der fra Trøndelag kunne være over 2000. I 1900 kom 70 % af lofotenfiskerne fra Nordland, som i antal udgjorde omkring 16.000 mand. Dette svarede til 34% af fylkets mandlige befolkning over 15 år.
Fiskeriet var "et bredt anlagt folkefiskeri" i betydningen at mange, som deltog, ejede selv båd og udstyr. Kun de såkaldte leiekarene var lønmodtagere, en gruppe som udgjorde 16 % af deltagerne i 1900. Med lott-systemet var alle med til at dele fortjenesten, men også en eventuel risiko. Indtægterne, som de fik fra det ene år til det næste, kunne derfor variere betydeligt. Omkring 1890 kostet en fembøring henved 250 kroner, mens man for 80–90 kroner kunne få en åttring. De moderne listerbåde kostede adskillig mere, og en dæksejler på 40 fod kostede 1300 kroner i 1895. Med overgang til denne type af både måtte fiskerne forøge deres indtægter, hvilket de ofte gjorde ved at deltage i flere fiskerier gennem året. Selv for de fiskere, som drev fiskeri i liden skala, kom disse insentiver.
Helland så denne udvikling i sine statistiske data offentliggjort i 1907. Han påviste, at fiskerierne udviklede sig i retning af helårsdrift. Typisk var det, at fiskerne drog til vårtorskefiskeriet i Finnmark efter, at lofotenfiskeriet var ovre. Så drog de hjem til høslættet i sensommeren, og i august begyndte fedesildfiskeriet, som de også deltog i.
I begyndelsen af 1900-tallet begyndte en gradvis motorisering af fiskebådene. Der blev protesteret mod sådanne både på Lofotenhavet, blandt andet mente mange, at motorduren ville skræmme fisken. I denne sag udtalte ekspertisen, blandt dem havforskeren Fridtjof Nansen, at fisken næppe lader sig skræmme så let. Når det ikke viste sig tegn til, at fisken ændrede adfærd, forsvandt modforestillingerne. En anden ting var, at motorbåde gav mindre slid, hurtigere flytning mellem fiskefelterne og motorkraft til at drive spil for at trække redskaberne op. Tidligere havde fiskeren holdt til i de samme rorbuer år efter år, men med motorbåd kunne de let flytte sig.
Nogen grupper var senere end andre til at skaffe sig motoriserede både. Husmænd og leilendinger som der fandtes en del af på Helgeland, havde vanskeligheder med at få lån til motor, siden finansiering med pant i fast ejendom var umulig for denne ejendomsløse gruppe. En anden gruppe var samerne i indre fjordstrøg som Sørfold og Tysfjord. Årsagerne kan have været, at deres religiøse tilknytning til læstadianismen gav modforestillinger mod materiel vækst. Ansøgningsskemaer og dokumenter på norsk gjorde heller ikke sagen lettere.
Indførelsen af motor skete gradvist således, at for mange var der i begyndelsen kun tale om at sætte en motor i de traditionelle både. Motorbådene førte til mindre arbejdskrævende, både ved at de ikke skulle ros eller at garn og line skulle trækkes ind med håndkraft, når spillene kom. Nogen ulykker som afkappede fingre på grund af roterende dele eller eksplosioner og brand forekom. Fiskeriet blev generelt tryggere med motoriseringen. Motoriseringen førte til, at flere fiskere anskaffede sig større både med dæk og lugarer. Dermed kunne de bo i lugaren under hele lofotensæsonen i stedet for at leje rorbu.
Motoriseringen fik en anden konsekvens, nemlig at der måtte investeres flere penge i bådene. Fiskerne måtte tage lån, og med renter og afdrag blev det nødvendigt med jævne indtægter. På grund af dette måtte fiskebådene være i drift store dele af året. Der skete en specialisering i løbet af 1900-tallet, hvor fiskerbønderne enten måtte vælge om de ville være helårsfisker eller bonde. Tallene viser, at i 1920 deltog 8.000 fiskere fra Nordland i lofotenfiskeriet, hvilket var en halvering i forhold til 1900. Videre viser kilder, at i 1939 opgav 7.497 nordlandsfiskere fiskeri som eneste indtægtskilde.
Andre årsager til lav deltagelse var små fangster i begyndelsen af 1900-tallet, som igen gav ringe fortjeneste. Desuden begyndte der at fremkomme andre muligheder som arbejde i industrien, for eksempel Sulitjelma gruber for folk i Salten, eller det meget omfattende anlægsarbejdet med Ofotbanen i Ofoten. Industri og bjergværk blev også etableret rundt om i Nordnorge på denne tid. Andre igen udvandrede til Amerika og en tredje gruppe blev fuldtids gårdbrugere.
Efter en stor opgangstid frem til omkring 1920 fulgte krisetider i mellemkrigstiden. Paripolitikken, det vil sige Norges Banks forsøg på at få kroneværdien tilbage til værdien fra før 1. verdenskrig, gav deflation og høj realrente. Andre problemer var, at alkoholforbud i Norge fra 1916 skabte problemer med de vinproducerende lande Portugal og Spanien. Disse var vigtige klipfiskimportører, og deres reaktion på stop for vineksporten til Norge blev en toldkrig. En tid stoppede Portugal al import af norsk klipfisk. Efter den russiske revolution stoppede også fiskeeksporten dertil.
Investeringerne i fiskeflåden stoppede. Det enkle fiskeri med håndholdt snøre, altså juksa, blev igen udbredt. Dermed kom der nye topår i 1920-erne med et stort antal fiskere på Lofotenhavet i små både og med enkle redskaber. Med massearbejdsløshed, krisetider i den internationale økonomi, dårlige tider for jordbruget blev lofotenfiskeriet en "nødarbejdsplads". På denne tid var det også blevet vanskeligt at udvandre til Amerika. Forholdene blev endnu værre i 1930-erne med økonomisk depression: 1933 var et kriseår, hvor så mange som 32.000 fiskere deltog i lofotenfiskeriet. Problemet var bare, at mange havde dårligt udstyr og manglende erfaring som fiskere. Desuden var fiskepriserne dårlige. For mange endte det derfor med, at de måtte rejse hjem uden at have fået indtægter efter flere ugers slid. Mange var så fattige efter lofotenfiskeriet, at de måtte sendes hjem på statens bekostning.

### Den økonomiske krise i 1930-erne
I løbet af 1930-erne med den store depression blev det diskuteret heftig både blandt fiskere og i almenheden, hvordan lofotenfiskeriet skulle drives videre. Den såkaldte Lønnsomhetskomiteen blev nedsat, og diskussionerne gik på, hvordan torskefiskerierne skulle blive lønsomt nok for fiskerne på havet, industrien på land og for samfundet som helhed. På denne tid var der svag interesse fra eksportmarkederne med dertil hørende meget lave priser. Et alternativ, som blev debatteret, var overgang til trawlfiskeri. Forinden var lande som England, Tyskland, Frankrig og Spanien gået over til trawlfiskeri i stor skala. Dette mente man kunne give bedre lønsomhed for fiskerne end de små både, men det ville også betyde en trussel mod kystfiskerne, som drev traditionelt fiskeri. Kystfiskerne frygtede at blive fuldstændig udkonkurreret, hvilket i næste omgang ville forøge omfanget af arbejdsløse mennesker endnu mere.
Nord-Norges Fiskerforbund blev stiftet i 1915, men Norges Fiskarlag, som blev stiftet i Bodø i 1926, tog over som fiskernes vigtigste organisation. Foreningen arbejdede for øget lønsomhed ved at få indvirkning på prisdannelsen for fisk. Norges Fiskarlag var stærke modstandere af industrielt trawlfiskeri. Dette var en bitter politisk strid, men i 1936 vedtog et flertal af Stortingets repræsentanter en midlertidig lov, som tog hensyn til kystfiskernes modstand. På denne tid fandtes der i Norge 11 trawlfiskebåde og disse skulle få fortsætte deres virksomhed, dog med stærke restriktioner. Kun fangst efter fisk for saltning eller til klipfisk blev tilladt for disse.
For politikerne var det de sociale hensyn, som vejede tungest. Hvis titusindvis af fiskere skulle forlade erhvervet, ville det "kunne medføre en katastrofe for vår kystbefolkning" blev det sagt.
At norske fiskerier fik konkurrence fra udlandet med lavere fiskepriser, skyldtes delvis at andre lande gik over til trawlfiskeri. Islandske fiskere var blandt dem, som satsede på trawlere og evnede derved at forøge klipfiskproduktionen tredobbelt. Generelt blev markederne også mere optagne af kvaliteten på fisken. Norske fagfolk påpegede, at den norske klipfisk ikke havde den samme rene hvidhed som fisk fra Island og Færøerne. En begyndte derfor at fokusere på rutinerne omkring bløgging, samt hvordan klipfisken blev klassificeret.
I mellemkrigstiden blev også forædlingen af torsken vurderet. Behandlingen på land indebar enten tørring eller saltning, omtrent således som det havde været siden lofotenfiskets begyndelse. Blot en lille andel på 10% gik før 2. verdenskrig til hermetik, frysning eller blev solgt som fersk fisk. Erfaringen var, at det europæiske marked for fersk fisk kun kunne tage imod begrænsede kvanta, før priserne blev reduceret til meget lave niveauer. I 1920-erne havde den amerikanske opfinder Clarence Birdseye udviklet frysemetoder med hurtig nedfrysning af madvarer. Dette var et teknologisk gennembrud og han regnes derfor for at være grundlæggeren af moderne teknologi for frossen mad.
Selv med dette teknologiske gennembrud var en implementering af ny fryseteknologi vanskelig og tidskrævende. Man måtte have en uafbrudt fryse- eller kølekæde helt fra producent til forbruger. Norske myndigheder forsøgte at stimulere til udbygning af anlæg for køling og frysning af fisk i 1930-erne, men noget gennembrud kom ikke før efter 2. verdenskrig.
Lønsomhedsproblemerne i fiskerinæringen blev forsøgt løst med organisatoriske, økonomiske og politiske virkemidler. Fiskernes ønske var statsstøtte for at hæve fiskepriserne, men dette var myndighederne stærkt imod. Imidlertid stoppede det italienske tørfiskmarkedet helt i 1935. Årsagen var, at der blev indført internationale økonomiske sanktioner mod Italien etter angrebet på Etiopien. Dermed indførte myndighederne alligevel et system for mindstepriser. Dette virkede således, at fiskeforædlerne fik erstatning for dokumenterede tab ved køb, produktion og omsætning hvis den fastsatte mindstepris til fiskerne var betalt.

### Nyvindinger på lofotenfiskeriet
Til trods for de store økonomiske og sociale vanskeligheder i 1930-erne skete det tekniske fremskridt for dem, som satsede på fisket. Selv om juksafiskeriet voksede i disse år, var garn- og linefiskeri mest udbredt. Flere og flere fiskere fik radio installeret i deres både, og med åbningen af Bodø kringkaster (radio) i 1931 blev der sendt vejrvarsler til nytte for lofotenfiskerne. Radioen meldte også om hvor, fisken bevægede sig. Dermed kunne fiskerne vide, om det var fornuftigt at gå ud på fiskefelterne, eller blive hjemme og gøre andet arbejde. Denne information, sammen med motorbåde, gjorde, at lofotenfiskerne hurtigt kunne nå de fiskefelter, hvor det var gevinst at hente.
Ekkolod blev første gang brugt på Lofotenhavet ombord på forskningsskibet FF "Johan Hjort" i 1935. Nogen få fiskebåde fik ekkolod installerede, men først efter 2. verdenskrig blev dette almindeligt ombord i bådene.

### Råfiskeloven – fiskernes grundlov
I slutningen af 1920-erne havde sildefiskerne organiseret sig i to store salgslag (salgsforeninger), som i 1936 blev slået sammen til Norges Sildesalgslag. Omsætningen af sild via salgslag blev lovfæstet i Sildeloven af 1930. Denne organisering blev brugt som model for torskefisket, da Råfiskloven blev vedtaget i 1938. Stortingsrepræsentant Jens Steffensen, som også var formand i Norges Fiskarlag, var en vigtig drivkraft bag denne lov.
Efter dette fik fiskerne indflydelse ved, at de selv var del af en salgsorganisation, som fik kontrol over prisdannelsen ved salg til køber, fabrik og eksportør. Salgsorganisationen fik navnet Norges Råfisklag og blev stiftet i Bodø i 1937. Dette var en stor begivenhed, som fik fiskerne selv til at omtale loven som deres egen grundlov.
Imidlertid kunne salgsorganisation, som i sidste omgang solgte det meste af fisken på verdensmarkedet, ikke få særlig stor indflydelse på prisdannelsen der. Råfiskeloven styrkede fiskernes position nationalt i forhold til fiskeopkøbere og eksportører, men nogen voldsom ændring kunne den ikke give. Trawlfiskerierne i udlandet gav betydelig mere produktive fiskere således, at norske fiskere var nødt til at fiske mere for at øge deres indtægter.
Råfiskloven er senere blevet ændret nogen gange, men i princippet er den videreført op til nutiden (2020). Et system med en lovbeskyttet salgsorganisering er særegent for Norge.

### Lofotenfiskeriet under 2. verdenskrig
Under 2. verdenskrig iværksatte den tyske okkupationsmagt industri for filetproduktion og frysning af torsk i Norge. Deres hensigt var at få videreforædlet store kvanta fisk til soldater og befolkningen i Tyskland. De byggede tre store fryserier, som blev lokaliserede i Trondheim, Bodø og Hammerfest. Endvidere indsatte de et stort fryseskib for at drive produktion ude på fiskefelterne.
Ellers gik lofotenfiskeriet sin vante gang under første del af 2. verdenskrig. Fra 1943 gik det dårligere på grund af meget uvejr, mangel på drivstof til motorbådene og generelle problemer med at få tag i udstyr. Brugstab og slitage på fiskeudstyret tiltog. Endvidere blev alle fyr slukkede, radioerne inddragne og vejrmeldingerne stoppet. Under krigen opstod imidlertid et stort behov for arbejdskraft således, at lofotenfiskerne kunne vælge andet arbejde. For de, som valgte at drage på lofotenfiskeri, var indtægterne høye. Årsagerne hertil var både færre deltagere og okkupationsmagtens store behov for madforsyninger, som gav gode priser.

### Spørgsmålet om industriel fiskeforædling
Historikere har påpeget, at den mest omstridte dele af moderniseringspolitikken i Nordnorge efter krigen hverken var forsvars- eller industripolitik, men fiskeripolitikken. Reidar Carlsen, som var fiskeriminister i årene 1946–1951, gik ind for helårsfiskeri, effektive redskaber som snurpenot og trawl, samt større enheder. Målet for Carlsen og efterfølgende fiskeriministre var forøget værdiskabelse og større indtægter for fiskerne. Imidlertid var holdningerne blandt mange af fiskerne i Nordnorge den stik modsatte. De så med frygt en politik, som kunne føre til afslutningen på selvstændige og uafhængige fiskere, som ejede egne brug.
Fiskerne, anført af Norges Fiskarlag, som var ledet af arbejderpartipolitikeren Jens Steffensen ønsket fortsat selvstændige fiskere med selvejede både. Nordland Fylkes Fiskarlag gik endnu stærkere ind for denne politik. Politikernes ønske om et mere effektivt helårsfiskeri skyldtes hensyn til de nyetablerede filet- og frossenfiskfabrikker.
Efter krigen blev der opbygget mange store fryserier, både som private- og som statsejede koncerner. For de private selskaber gav staten gunstige lån og tilskud. Disse fabrikker repræsenterede store investeringer i bygninger og maskiner, og for at de skulle være lønsomme, måtte de have jævn tilførsel af rå fisk. I næste omgang kom der derfor krav fra denne industrien om liberalisering og trawlfiskeri for at sikre produktionen. I Nordland fylke blev typisk 60–70 % af fiskeressourcerne draget op af havet i årets første tre måneder. Carlsen udtalte, at det var "uhyre vanskelig å skape grunnlag for en industri", når den kun var sikret rå fisk i så kort tid.
Staten fik også selv erfare vanskelighederne med at drive en fabrik med kapitalintensivt udstyr, når råstoftilgangen var uregelmæssig. I Melbu havde myndighederne overtaget A/S Gunnar Karlsens filetfabrik og etableret Statens fryseri. Her formåede man imidlertid ikke at få regnskabet til at komme i balance. Udover, at myndighederne mente, at næringen måtte drive jævnt gennem året, argumenterede man også for, at erhvervsfiskere, som var i arbejde året rundt, ville drive båd og brug mere effektivt. Endvidere mente man, at de ville investere i mere moderne både og udstyr.
Et andet stort stridstema på denne tid var tilladelse til trawlfiskeri. Myndighederne havde ført en restriktiv politik, som modsvarede fiskernes opfattelse. Nordland Fylkes Fiskarlag ville have trawlerne væk og forlangte i 1946 tolv mils fiskerigrænse for at "beskytte de norske fiskerier mot trålernes herjinger". Udenlandske trawlere burde heller ikke få lov til at besøge norske havne.
Fiskerne i Nordnorge frygtede, at en liberalisering af trawlfiskeriet ville give ejerkoncentration. Dermed frygtede nordlandsfiskerne en fremtid, hvor de mistede deres frihed og ville blive "lønslaver" på store trawlere og fabriksskibe. Nordland Fylkes Fiskarlag udtalte, at trawlfiskeri må ses "ut fra de sosiale omveltninger det kan skape blant fiskeribefolkningen". For at noget sådant skulle undgås mente Nordland Fylkes Fiskarlag, at trawlere måtte drives som samvirkeorganisationer under Norges Fiskarlags kontrol. Desuden måtte antallet af trawlere afpasses ressourcegrundlaget således, at det ikke "skadet kystfiskernes avsetning", samt et "utjamningsfond" for at give økonomisk støtte til kystfiskerne.
En liberal lov om trawlfiskeri kom til behandling i Stortinget. Selv om flertallet af Arbeiderpartiets repræsentanter mobiliseredes mod loven, blev den vedtaget med de borgerlige partiers medvirkning. Efter dette gik Carlsen og Steffensen af som henholdsvis fiskeriminister og leder for Norges Fiskarlag.
Næste stridstema i 1950-erne var redskabsbrugen under lofotenfiskeriet. Der blev indført prøvedrift med snurrenot på lofotenfiskeriet i 1949, men i realiteten var det en frigivelse af dette redskab for både under en vis størrelse. Sammen med ekkolod var dette et meget effektivt redskab. Nordland Fylkes Fiskarlag havde dette oppe til diskussion hvert år på sine årsmøder og gik fra at være restriktivt mod brugen til senere at gå ind for forbud. Under 1950-erne gik lofotenfiskeriet stadig dårligere, hvilket styrkede modstanden stadig mere. I 1959 greb stortinget ind med forbud mod snurrenot.
Fra 1948 til 1960 tilkom der 23 større stålfartøjer i Nordland, men den store stigning skete i antallet sjarker, altså både under 30 fod. I dette tidsrum voksede antallet af sjarker til det tredobbelte. En del af årsagen var mangel på kredittilgang, som gjorde det betydeligt enklere at finansiere små fiskebåde.
Antallet af fiskere samlet i Norge gik drastisk ned efter 2. verdenskrig. Antallet af deltagere i lofotenfiskeriet gik kraftig ned siden sidste halvdel af 1950-erne. Det var 23.000 fiskere, som deltog i 1952 og 1953, men i 1959 kom tallet under 10.000. I 1965 var der kun 5.000 deltagere. Siden midten af 1970-erne og op til år 2000 lå antallet af fiskere mellem 2.500 og 5.000. Specielt blev antallet fiskere, som drev anden virksomhed ved siden af, stærkt reduceret.
Stortingspolitikerne gav efter for disse krav, og en gradvis liberalisering af trawlfiskeriet skete. Dette gav filetfabrikkerne mulighed for at opbygge egne trawlrederier. Til trods for dette blev denne industri ikke nogen stor succes. Estimaterne for stordriftsfordelene havde været urealistiske, hvortil kom, at det viste sig vanskeligt at fiske så store kvanta, at den teoretiske produktionskapacitet kunne udnyttes. Filetfabrikkerne måtte subsidieres, og flere bedrifter blev afviklede. Historikerne påpeger, at det store paradoks blev, at den traditionelle forædling med tørfisk og klipfiskeproduktion klarede sig bedst i efterkrigstiden.

### Forvaltningen af den norsk-arktiske torsk
Generelt gælder det for udviklingen af en fiskebestand, at rekruttering, beskatningstryk og beskatningsform har betydning for dens variationer. Flere andre faktorer kan også spille ind, men for at bestanden skal fornys og vokse er disse væsentlige. Rekruttering har sammenhæng med antallet af fisk, som vokser op til den kan beskattes eller til at den bliver kønsmoden. Beskatningstryk siger noget om, hvor meget som fiskes op, og beskatningsform har sammenhæng med fiskeredskaberne, som bruges. Bestanden af den norsk-arktiske torsk i 1980-erne var lav, og i 1990 brøt bestanden helt sammen. Man mener, at dette skyldes både svag rekruttering, for højt beskatningstryk og ugunstig beskatningsform ved, at for meget småfisk blev fisket.
Den norsk-arktiske torsk var sandsynligvis fuldt udnyttet allerede i 1950, men fiskeriet fortsatte med stor intensitet frem til 1960. Specielt på grund af stort beskatningstryk fra udenlandske trawlere i Barentshavet var presset stort. Men fra 1964 blev dette reduceret stærkt, da trawlerne efter denne tid koncentrerede sig om det vestlige Atlanterhavet. Omfanget af bestanden ble reduceret, men kom op på grund af gode gydebestande i 1963 og 1964. Dermed blev det fiskede kvantum øget betragteligt i vinteren 1967/1968. Så i 1969 blev 1,2 million ton torsk fisket op totalt, hvilket er det højeste nogen sinde.
I slutningen af 1970-erne blev man klar over, at det statistiske materiale, som blev benyttet for at beregne bestandsudviklingen, var forkert. De store mængder småfisk og yngel, som trawlfiskeriet havde drevet fangst på, var ikke taget med i datagrundlaget. Da nye beregninger blev gjort, viste det sig blandt andet, at den gode årsklasse fra 1970, som man havde store forhåbninger til, blev beskattet for hårdt af trawlerne. Der blev indført flere reguleringer gennem 1970-erne, blandt andet kvotereguleringer i 1975. Der blev endvidere indført kvoteaftaler i samarbejde med Sovjetunionen, via Den nordøst-atlantiske fiskerikommisjon for at bevare bestanden.
Gydebestanden for norsk-arktiske torsk var på et lavmål i vinteren 1979. Dermed blev 1975-årsklassen vigtig for rekrutteringen af fiskestammen, og denne måtte beskattes specielt forsigtigt. En skipper på en trawler i Nordnorge ringede anonymt til en ansat i Fiskeridirektoratet for at melde om omfattende fiskeri på torsk lige over mindstemål ud for Nordkappbanken. Efter diskussioner i Fiskeridepartementet og Havforskningsinstituttet tog fiskeriminister Eivind Bolle kort efter beslutningen om hastevedtagelse om fiskestop. Dette skabte internationale udfordringer, fordi der var mange trawlere fra mange lande involverede, hvor alle havde lovlige kvoter. Beslutningen havde endvidere været taget på tværs af alle rutiner for internationale diskussioner og aftaler. Hvis fiskeriet havde gået sin gang, ville 80–90 % af det opfiskede kvantum været af 1975-årsgangen. Havforsker Odd Nakken mener, at dette fiskestop var meget vigtigt: "Denne første fiskestoppen er sterkt medverkande til at den nord-aust-arktiske torskestamma er berga. Utan fiskestoppen i 1979 og tiltaka som følgde i åra etter hadde det gått like ille med den nord-aust-arktiske torsken som med torskestamma ved Labrador og Newfoundland. Der er det ingen torskefiske i dag".
Efter, at torskebestanden brød sammen i 1990, blev totalkvoten sat til 160.000 ton. Dette var en drastisk reduktion i forhold til for eksempel den årlige totalkvote for 1977 og 1978 på 850.000 ton. Efter indførelsen af reguleringer af fiskeriet i 1990 voksede bestanden atter således, at en totalkvote på 850.000 ton blev givet for 1997. På baggrund af endnu en ny reduktion i bestanden blev kvoterne for 2001 til 2003 gradvis reducerede til 395.000 ton. Fra 2004 til 2006 blev totalkvoterne forøgede til i underkanten af 500.000 ton.
- Aktiviteter under lofotenfiskeriet i 1950-erne
- Agning af linekroge. 
Foto: Kristian Magnus Kanstad
- Utror (udsejling til fiskebankerne). 
Foto: Kristian Magnus Kanstad
- Skreien tages op efter, at snurrenoten er trukket ind mod fartøjssiden. Snurrenot var kun tilladt nogle få år efter 1949.  
Foto: Kristian Magnus Kanstad
- Fisken sløyes. 
Foto: Kristian Magnus Kanstad
- Behandling af klipfisk. 
Foto: Kristian Magnus Kanstad
- Fiskefiletfabrik. 
Foto: Kristian Magnus Kanstad
- Små drenge skærer torsketunger. 
Foto: Kristian Magnus Kanstad
- Hermetisering af torskerogn. 
Foto: Kristian Magnus Kanstad
- Ung fisker henter garn efter tørring. 
Foto: Kristian Magnus Kanstad
- Tørfisk på hjell i Stamsund. 
Foto: Kristian Magnus Kanstad
- Kontoret for lofotenopsynet. 
Foto: Kristian Magnus Kanstad
- På en af telegrafstationerne i Lofoten under lofotenfiskeriet i 1951.
- Skipsudstyrsforretning i Svolvær
- Gammel rorbu. 
Foto: Kristian Magnus Kanstad
- Aftenaktiviteter i rorbu. 
Foto: Kristian Magnus Kanstad

## Lofotenfiskeriet i dag
Selv om lofotenfiskeriet fortsat er et vigtigt fiskeri nationalt og internationalt, er der kun nogen få tusinde fiskere, som deltager. Til trods for dette giver lofotenfiskeriet stor aktivitet og et levende folkeliv i fiskeværene i Lofoten. Efter en del år siden begyndelsen af 2000-tallet med dårlige fiskefangster har lofotenfiskeriet haft en kraftig opgang (op til 2017).
Statistik fra Norges Råfisklag viser, at der under lofotenfiskeriet i 2015 blev fanget 65.500 tonn skrei. Førstehåndværdien af denne var på 714 millioner kroner. Tallene gælder torsk taget med konventionelle redskaber og leveret til købere i kommunerne i Lofoten i sæsonen. Der deltog 1463 fartøjer. Til sammenligning er der aldrig fisket mere under lofotenfiskeriet end i 1947, da der blev fanget 145.000 ton skrei.
Fiskeredskaber, som bruges under lofotenfiskeriet, er juksa, line, garn og snurrevod. Snurrevod er en type not, som bruges stadig mere under lofotenfiskeriet. Den ligner et lille trawl, men benyttes ikke dybere end 100 meter.
I dag (2012) findes det 44 fiskemodtagelser i kommunerne i Lofoten, som sysselsætter omkring 1.060 personer, hvoraf omtrent 530 er heltidsansatte. Selv om aktiviteten er stor under lofotenfiskeriet, er der aktivitet også resten af året, både med torsk og en række andre fiskearter. I 2013 var der omkring 3500 ansatte tilknyttet fiskeri, havbrug eller anden industri i relation til disse næringer. Den totale sysselsatte befolkning udgjorde 11.300 personer. Endvidere har fiskerinæringen afledte virkninger på andre næringer. Det er fortsat således, at lofotenfiskeriet repræsenterer størstedelen af kystfiskernes årlige indkomst.